# Semur-en-Brionnais
Semur-en-Brionnais est une commune française située dans le département de Saône-et-Loire, en région Bourgogne-Franche-Comté.
Elle est classée parmi les Plus Beaux Villages de France et appartient aux sites clunisiens de France.

## Géographie
Le bourg est situé au sommet d'une colline culminant à 400 mètres d'altitude.
Les sites clunisiens en Europe font partie des itinéraires culturels du conseil de l'Europe.

### Localisation
| Anzy-le-Duc         | Sarry              |                       |
| Baugy Marcigny      | Semur-en-Brionnais | Sainte-Foy            |
| Saint-Martin-du-Lac |                    | Saint-Julien-de-Jonzy |

La commune de Semur-en-Brionnais est située dans le département de Saône-et-Loire, l'arrondissement de Charolles et depuis 2015 dans le nouveau canton de Chauffailles considérablement agrandi. Elle constituait jusqu'alors le chef-lieu d'un canton aujourd'hui supprimé.
Avec une superficie totale de 15,56 km2 supérieure à la moyenne des communes du Nord-Est roannais, (13 km2) le territoire étire son périmètre sur 19,7 km. La commune est limitrophe de six autres communes. C'est avec Sainte-Foy à l'est qu'elle confine sur la distance la plus considérable, 4,96 km et c'est avec Baugy au nord-est que cette distance est la plus courte, une centaine de mètres seulement. Avec Saint-Julien-de-Jonzy au sud-est la limite est longue de 3,6 km, elle est de 3,4 km au sud-ouest avec Saint-Martin-du-Lac, de 3,7 km à l'ouest avec Marcigny, 1,25 km au nord-ouest avec Anzy-le-Duc et 2,92 km au nord avec Sarry. Les limites de la commune sont entièrement artificielles. Elles incluent le territoire de l'ancienne commune de Saint-Martin-la-Vallée supprimée en 1825.

### Relief
Le territoire de la commune connaît une inclinaison majeure et générale d'est en ouest. Le point culminant se trouve à l'extrême est de la commune dans le Bois de la Fay à 467 m d'altitude, le point le plus bas à l'extrême ouest à l'aval du ruisseau le Merdasson à 274 m, la dénivelée entre ces deux cotes, 193 m, donnant lieu à une pente moyenne de près de 4 %. L'ensemble de cet espace occupe en effet une partie du flanc ouest du horst brionnais mais n'atteint pas la partie sommitale de ce bombement située plus à l'est sur les communes de Sainte-Foy et de Saint-Julien-de-Jonzy.

### Hydrographie
À Semur, l'organisation du relief est à mettre en relation avec l'hydrographie. Les cours d'eau qui la concernent ont adopté une direction conséquente (conforme à la structure) et coulent d'est en ouest. Ce sont essentiellement le Murdin tout à fait au nord et le Merdasson tout à fait au sud. Il s'ensuit que la majeure partie du territoire communal est formée par l'interfluve qui sépare les deux cours d'eau. La ligne qui sépare leur bassin versant respectif détermine , dans la commune, une nette inégalité entre ces deux bassins : 9 km2 sont au nord drainés par le Murdin soit près de 60 % du total, 6,6 km2 au sud par le Merdasson soit un peu plus de 40 %. Une inclinaison secondaire et modérée de l'aire municipale du sud vers le nord a pour résultat de maintenir des altitudes supérieures à 400 mètres dans tous les compartiments situés au sud du Murdin donnant lieu à une sorte de plateau alors qu'au nord du ruisseau les 400 m. ne sont jamais atteints ce secteur culminant à 382 m. Cette inclinaison secondaire a aussi pour conséquence de donner au versant sud de chaque vallon une pente plus forte que celle du versant sud.
Le bourg occupe une colline à 400 m d'altitude qui domine directement le Merdasson. L'altitude moyenne de la commune est de 376 mètres.
Le ruisseau de Murdin long d'un peu moins de 10 km, tributaire direct de la Loire prend sa source sur les confins orientaux de la commune, il coule d'abord vers le sud-ouest puis au tiers de son cours avant de quitter le territoire communal prend la direction du nord-ouest. Il intéresse la commune sur 4,5 km. Il reçoit sur sa rive gauche à Semur un petit affluent le ruisseau de l'étang d'Epsy.
Le Merdasson est un petit cours d'eau long de 10,6 km né à Saint-Julien-de-Jonzy. Sa direction est sud-est - nord-ouest à Semur ; il baigne ensuite la commune de Marcigny où il se jette dans la Loire. Son étroite vallée est à Semur encaissée. Il est sujet à des crues qui ont occasionnellement provoqué des inondations plus en aval.

### Géologie
Sur le plan géologique la vallée du Merdasson constitue un secteur qui diffère du reste du territoire communal. Alors que plus des trois-quarts de cet espace sont couverts par des formations d'altération quaternaires recouvrant des terrains secondaires sous-jacents une longue bande de ces mêmes terrains affleurent sur le versant nord de la vallée. Il s'agit de calcaires roches dures dont sont formés la colline que surmonte le bourg et le talus escarpé qui domine le cours d'eau. Des zones d'éboulis couvrent en plusieurs endroits la partie supérieure de ce talus au contact du plateau. Au sud du Merdasson apparaît au bas de ce versant une bande de colluvions argilo-sableuses qui fait place dans la partie la plus méridionale de l'espace communal aux formations résiduelles à matériaux siliceux qui couvrent de larges espaces dans le sud-ouest du bombement brionnais. Les talwegs du Merdasson et du Murdin sont remblayés par des alluvions actuelles sables et limons.
Les sols présentant des aptitudes agricoles médiocres soit une grande partie du nord et du centre de la commune ont été laissés à la forêt laquelle de ce fait présente à Semur une extension bien supérieure à ce qu'elle en général dans le Brionnais. Semur est ainsi la commune la plus boisée de la région avec un taux de couverture forestière de 45,4 % qui rappelle celui de certaines communes de la montagne beaujolaise. À la différence il est vrai de cette dernière où dominent les conifères la forêt est à Semur constituée à 80 % de feuillus, 12 % relevant de la forêt mixte et 8 % des résineux. Les 700 ha de forêt forment un massif continu dans le bassin du Murdin ; l'espace qui s'étend au nord du ruisseau est érigée en forêt domaniale, celle des Charmays dont près de la moitié appartient à Semur (le restant se trouvant sur les communes de Sarry et d'Anzy-le-Duc). Entre Murdin et Merdasson, les étendues boisées ont pour noms le bois Chenaux, le bois des Bey, le bois de la Touche, le bois de Montmégin, le bois de Launay, le bois des Gouttes, le bois des Baudins, le bois de la Fay (de la Fée). Au sud du Merdasson, le bois de la Côte et le bois Rageot représentent les deux principaux placages forestiers de cette partie plus découverte de l'espace communal.

### Voies de communication et transport
Le réseau routier intéressant la commune de Semur est formé de quatre routes départementales d'importance inégale. La principale, voie passablement fréquentée et desservant le bourg, est la route départementale 989 reliant La Clayette à l'est et Marcigny à l'ouest qui constitue le principal axe transbrionnais. Courant sur le plateau à l'est du bourg, elle profite ensuite d'un vallon pour descendre jusqu'au niveau du Mardasson dont elle suit enfin le cours sur sa rive nord avant d'entrer à Marcigny. En dehors du secteur du bourg, son tracé est rectiligne sur d'assez grandes distances ; sa section semuroise mesure 5,75 km.
Une autre départementale la D 8 suit quant à elle la rive sud du Merdasson, parallèle à la D 989 à l'est de Semur, mais elle ne constitue que la limite sud de la commune sur 3,9 km. Elle relie Chauffailles à Marcigny et représente une seconde transbrionnaise plus longue et plus sinueuse que la D 989.
Se greffant sur la D 989 à l'entrée est du bourg, une départementale secondaire la D 129 s'éloigne vers le nord en direction de Sarry et traverse entièrement la zone boisée parcourant 3,9 km dans le périmètre de la commune. D'autre part, une quatrième route, la D 9, quitte le bourg et se dirige en déclivité vers l'est pour mener à Saint-Julien-de-Jonzy ; elle croise le Merdasson peu avant de quitter le territoire de Semur au bout de 1,25 km ; elle joue le rôle de bretelle entre les deux transbrionnaises.
C'est ainsi 15 km de routes qui sillonnent le territoire de la commune. À cela s'ajoute un ensemble de chemins asphaltés reliant les écarts habités au bourg ; le principal court sur le plateau au nord du Merdasson parallèlement au ruisseau et met en relation les deux agglomérations de Semur et de Marcigny.
Pour avoir accès au chemin de fer, on doit de Semur se rendre à Paray-le-Monial ou à La Clayette situées respectivement à 27 et 20 km de la commune sur la ligne ferroviaire de Lyon à Nevers, ou à Roanne (35 km) en direction de Paris par Saint-Germain-des-Fossés. La ligne du TGV Paris-Lyon-Marseille est accessible en 74 km à la gare de Mâcon-Loché en direction de Lyon ou à celle de Montchanin-Le Creusot en 76 km en direction de Paris. Des autobus reliant Roanne à Montchanin quotidiennement ont un arrêt à Marcigny.
L'aéroport de Lyon-Saint-Exupéry est distant de 137 km.

### Climat
Pour des articles plus généraux, voir Climat de la Bourgogne-Franche-Comté et Climat de Saône-et-Loire.
En 2010, le climat de la commune est de type climat océanique dégradé des plaines du Centre et du Nord, selon une étude du Centre national de la recherche scientifique s'appuyant sur une série de données couvrant la période 1971-2000. En 2020, Météo-France publie une typologie des climats de la France métropolitaine dans laquelle la commune est dans une zone de transition entre le climat océanique altéré et le climat de montagne ou de marges de montagne et est dans la région climatique Centre et contreforts nord du Massif Central, caractérisée par un air sec en été et un bon ensoleillement.
Pour la période 1971-2000, la température annuelle moyenne est de 10,6 °C, avec une amplitude thermique annuelle de 16,3 °C. Le cumul annuel moyen de précipitations est de 894 mm, avec 11,5 jours de précipitations en janvier et 7,7 jours en juillet. Pour la période 1991-2020, la température moyenne annuelle observée sur la station météorologique de Météo-France la plus proche, « Briant », sur la commune de Briant à 6 km à vol d'oiseau, est de 11,7 °C et le cumul annuel moyen de précipitations est de 930,7 mm. 
La température maximale relevée sur cette station est de 40 °C, atteinte le 12 août 2003 ; la température minimale est de −14,7 °C, atteinte le 31 décembre 1996,,.
Les paramètres climatiques de la commune ont été estimés pour le milieu du siècle (2041-2070) selon différents scénarios d'émission de gaz à effet de serre à partir des nouvelles projections climatiques de référence DRIAS-2020. Ils sont consultables sur un site dédié publié par Météo-France en novembre 2022.

## Urbanisme

### Morphologie urbaine
Le Brionnais est un pays de bocage et le territoire municipal de Semur en présente toutes les caractéristiques : prédominance des herbages, parcelles de forme irrégulière et de taille inégale encloses de haies vives, habitat dispersé et réseau serré de chemins ruraux. Dans ce type de paysage, la répartition de la population multiplie les écarts - plus de vingt dans la commune - et les fermes isolées.
Répartis selon les différents secteurs de la commune, les lieux-dits sont les suivants :
- au nord du Murdin, la Touche ;
- sur le plateau au sud du Murdin, Montmégin, les Baudins, la Craye, le Domaine de la Fay, la Fay, les Igaux, la Maison Neuve, Balmont ;
- dans la vallée du Merdasson, la Vallée, le Domaine de l'Île, les Barras, En Corneloup ;
- au sud de Merdasson, En Chères, les Fugaux, Saint-Martin, la Croix aux Bœufs, Vernay, la Frédelière, le Domaine de Sellée, le Bois Dieu.

Seuls deux écarts, Montmégin (isolé dans une clairière) et Saint-Martin (qui fut une paroisse autrefois) sont assez notables pour être définis comme des hameaux. Les lieux-dits les Pions et la Basse Ville constituent en quelque sorte des quartiers du bourg. D'autre part, trois lotissements sont contigus au bourg construits au cours des dernières décennies : les Croix le plus ancien, la Fay et les Moines Blancs.
Certaines dénominations s'appliquent à des lieux non habités, garennes herbeuses ou boisées telles l'Argolay, la Brosse Maty, le Portusal, Fond Salé, les Serves, Mont Jomez, les Raveries, les Vignes des Côtes, Pré de Verdale, Pré de la Ménagerie.
En pays de bocage, le bourg ne rassemble généralement qu'une assez faible fraction des habitants de la commune. Celui de Semur est plus étoffé que la moyenne héritage d'un passé qui en faisait une ville résidence seigneuriale et centre religieux. L'INSEE ne fournit plus depuis plusieurs décennies le chiffre de la population agglomérée des communes. En 1968, alors que cette donnée était disponible, le bourg groupait 56 % de la population locale, soit 53 %. en 1975 ; En extrapolant à partir de ces chiffres (avec le côté aléatoire de cette démarche) et compte tenu des lotissements construits depuis lors, on peut estimer à 400 personnes la population agglomérée à l'heure actuelle.

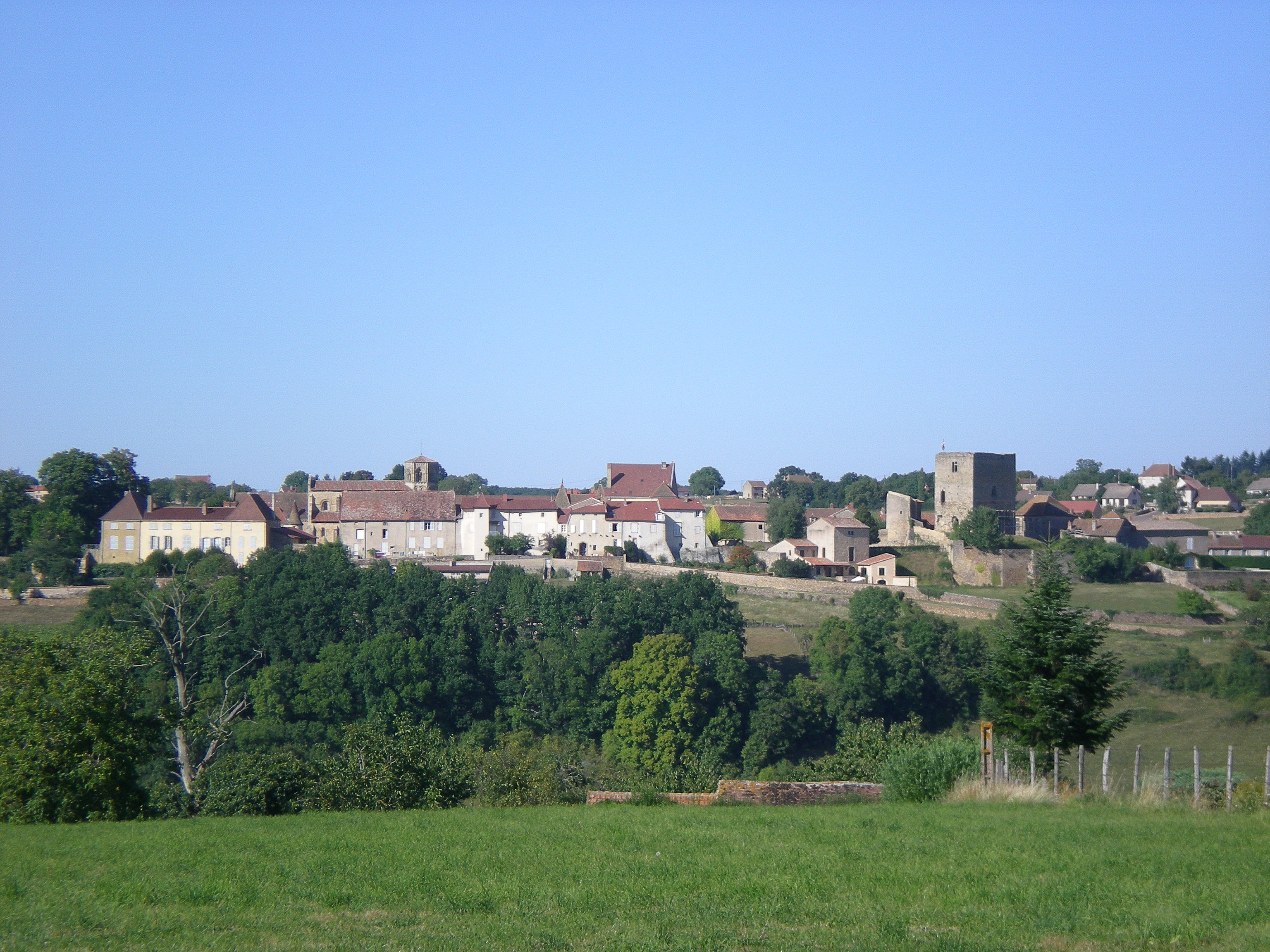
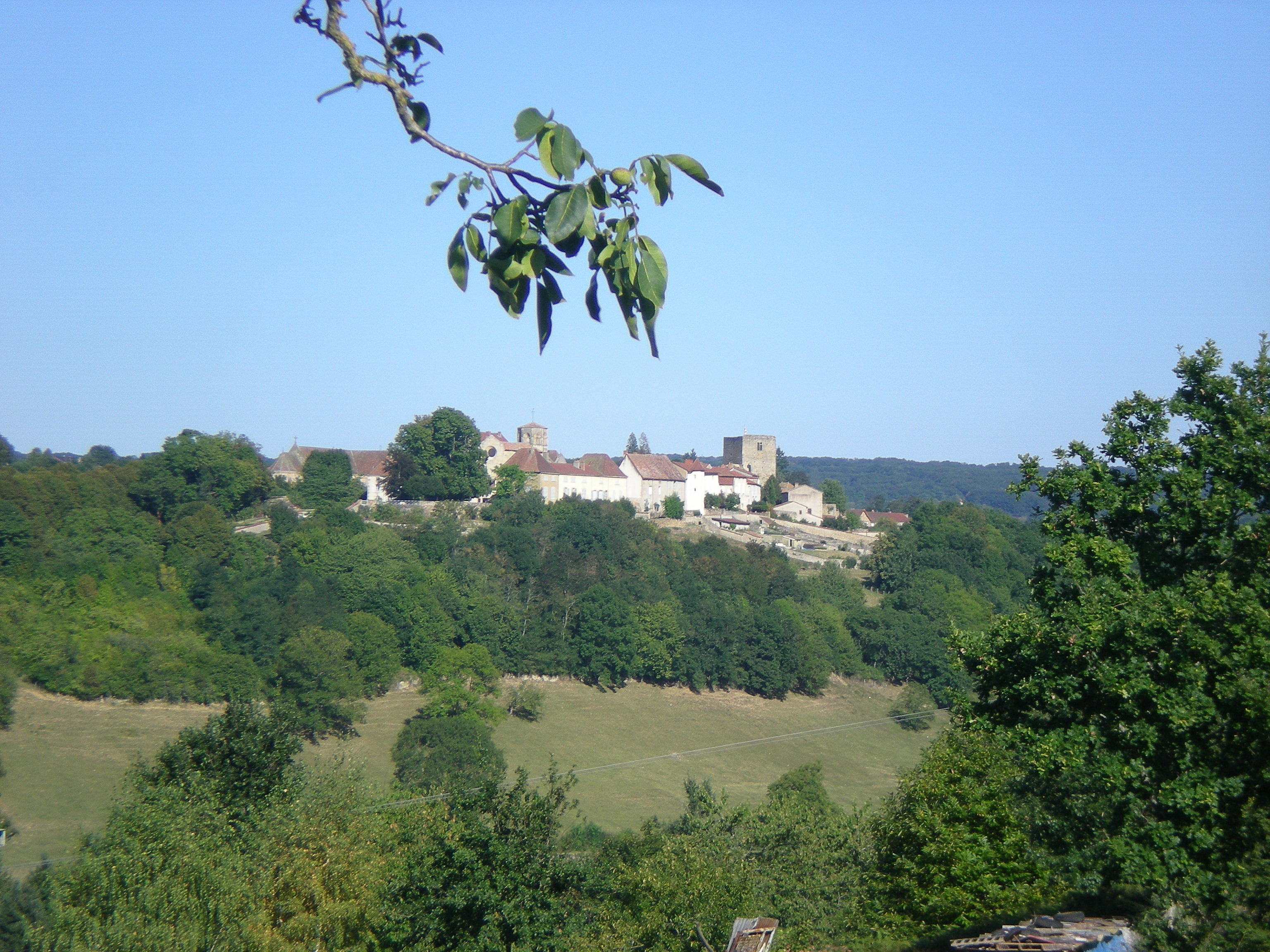
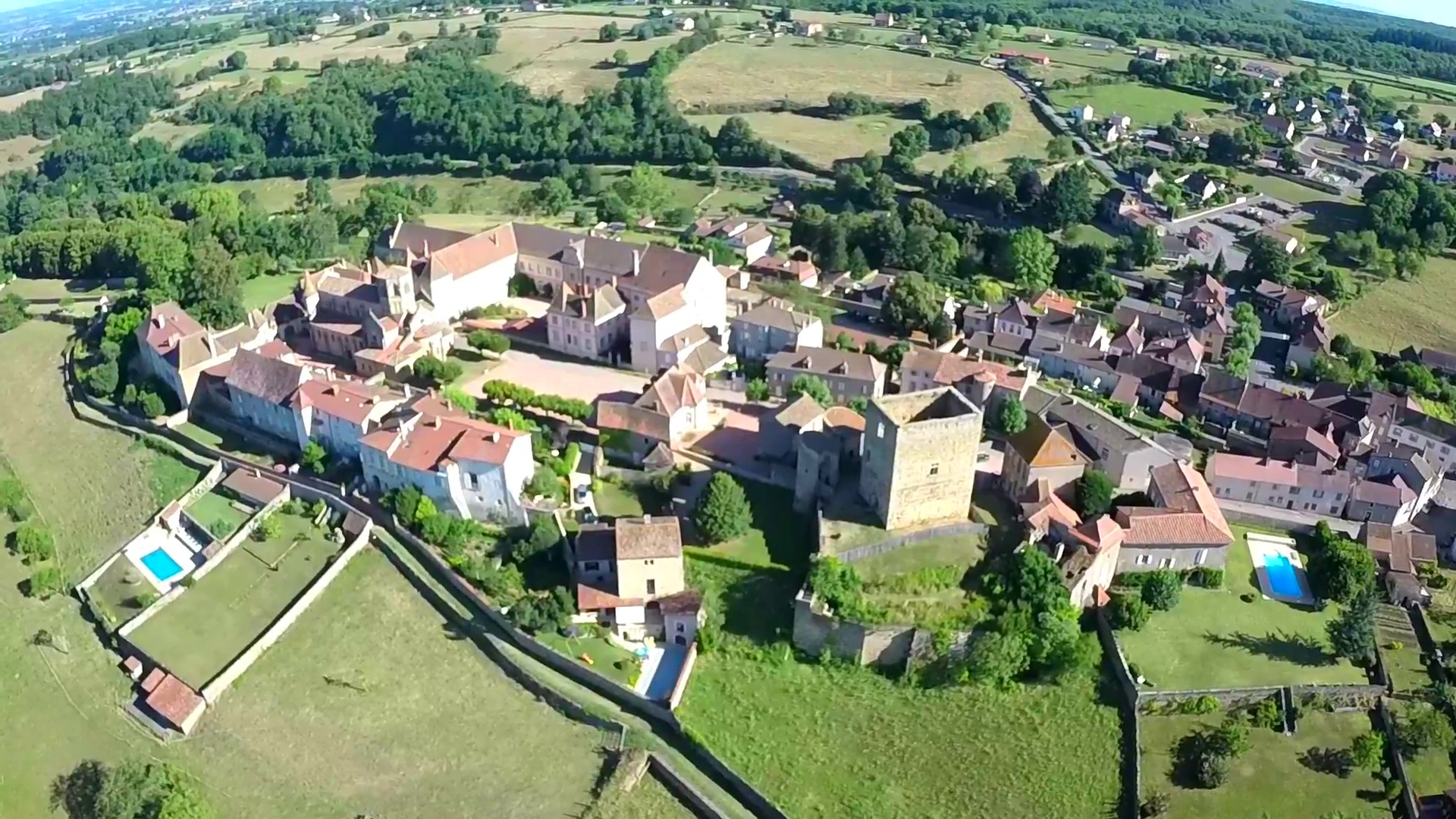
Vue aérienne du village.

### Typologie
Au 1er janvier 2024, Semur-en-Brionnais est catégorisée commune rurale à habitat dispersé, selon la nouvelle grille communale de densité à sept niveaux définie par l'Insee en 2022.
Elle appartient à l'unité urbaine de Marcigny, une agglomération intra-départementale regroupant trois  communes, dont elle est une commune de la banlieue,,. La commune est en outre hors attraction des villes,.

### Occupation des sols
L'occupation des sols de la commune, telle qu'elle ressort de la base de données européenne d’occupation biophysique des sols Corine Land Cover (CLC), est marquée par l'importance des territoires agricoles (51 % en 2018), une proportion identique à celle de 1990 (51 %). La répartition détaillée en 2018 est la suivante : prairies (48 %), forêts (45,4 %), zones urbanisées (3,5 %), zones agricoles hétérogènes (3 %). L'évolution de l’occupation des sols de la commune et de ses infrastructures peut être observée sur les différentes représentations cartographiques du territoire : la carte de Cassini (XVIIIe siècle), la carte d'état-major (1820-1866) et les cartes ou photos aériennes de l'IGN pour la période actuelle (1950 à aujourd'hui).

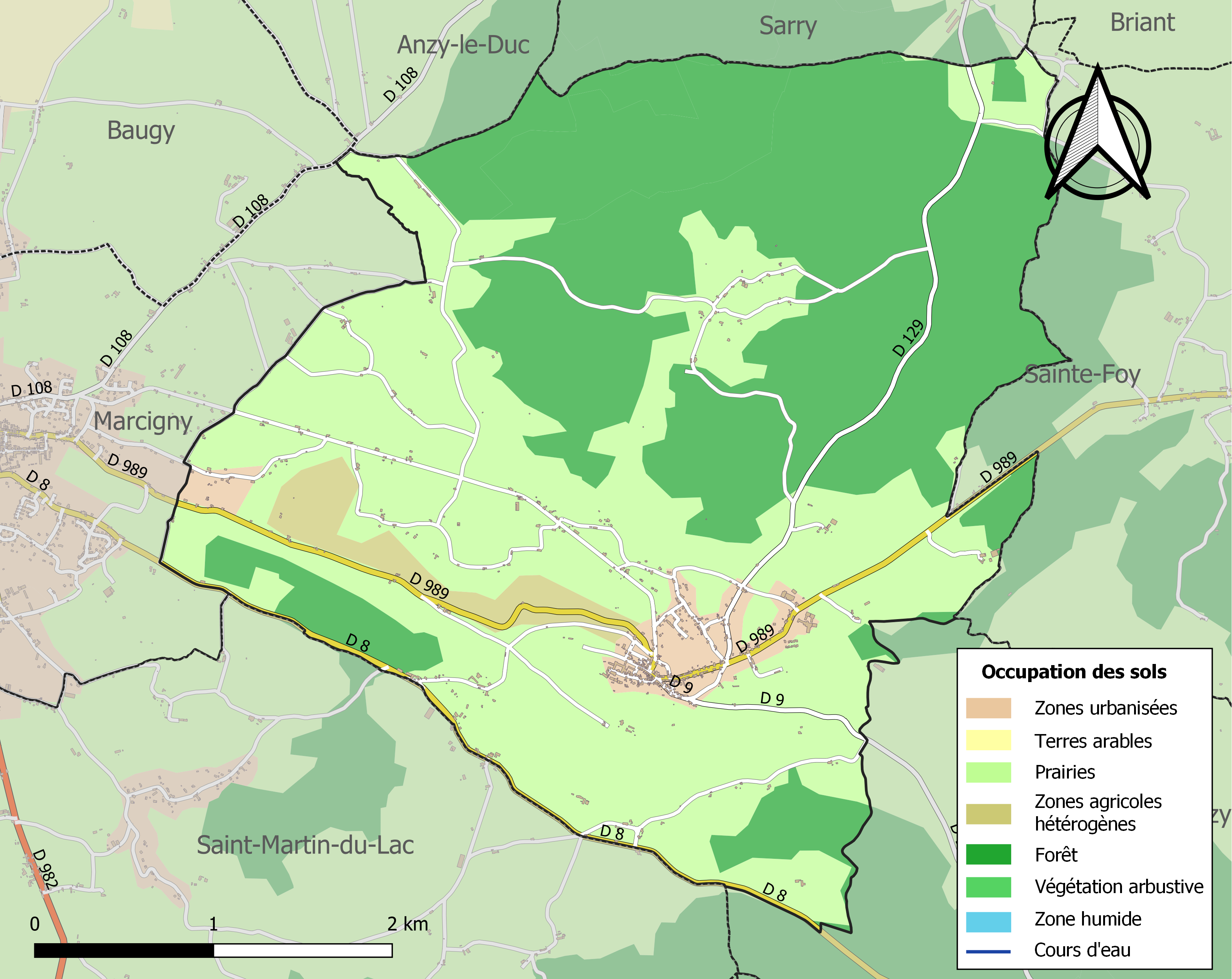
Carte des infrastructures et de l'occupation des sols de la commune en 2018 (CLC).

Le bourg de la commune est plus étoffé que celui de la plupart des villages des environs, comme il a été dit plus haut, groupe la plupart des entreprises relevant des secteurs secondaire et tertiaire (il partage cette particularité avec celui de Saint-Christophe-en-Brionnais). Dans un de ses faubourgs est implanté l'entreprise industrielle qui constitue le principal employeur de la commune une usine de constructions métalliques et non loin de là, en bordure de la D 989, un garage de mécanique automobile. Sont établis au sein même de l'agglomération une entreprise de peinture et vitrerie, une activité de programmation informatique et de téléphonique, des chambres d'hôtes et dans le domaine touchant à l'alimentaire, un magasin associatif d'épicerie, une boulangerie-pâtisserie et un restaurant ; une coiffeuse à domicile y vit d'autre part.
Hors du bourg, il reste à mentionner l'existence d'un salon de coiffure au lieu-dit la Cray où se trouve aussi un gîte rural, un second gîte au lieu-dit la Fay et une activité de vente de bois de chauffage à la Touche.
Semur est à mi-chemin entre Moulins au nord-ouest et Mâcon à l'est (77 km de part et d'autre), avec Lyon à 110 km au sud-est. Paray-le-Monial est à 30 km au nord, Cluny à 65 km au nord-est, Charlieu à 17 km au sud-est.

## Toponymie
Attestée sous la forme Senmurus en 879.
Du latin sine muro, « sans mur » d'enceinte.

## Histoire
L'origine du nom « Semur » est discutée par les historiens. Courtépée écrit : « Senemurium, Semmurum, Samurense Castrum, ancienne ville qui paraît avoir pris la place du chef-lieu des Branovii. Elle fut détruite par les barbares au IVe siècle ou Ve siècle. Comme les fortifications étaient ruinées, on l'appela Senumurium, vieilles pierres, ou Murus, à cause de la roche sur laquelle le château était situé. ».
Pour l'abbé Cucherat, « Semur en latin est appelé Semurium et Senemurum. Il est bien difficile d'admettre que Semur ait été le chef-lieu d'un pays quelconque dans l'antiquité, parce qu'à l'établissement du christianisme et à son organisation dans nos contrées, on ne paraît pas avoir eu la pensée d'en faire le centre d'une paroisse mais on l'engloba dans la paroisse rurale de Saint- Martin-la-Vallée. » Jean-Louis Dosso-Greggia ne se prononce pas plus sur l'origine de Semur mais précise que « c'est au moment des invasions normandes du IXe siècle que Semur-en-Brionnais commence vraiment à jouer son rôle, d'abord défensif puis de capitale du Brionnais. »
Du Xe au XIVe siècle, les barons de Semur furent une famille puissante. Ainsi, Dalmace Ier, dit Dalmace le Grand (1000? à 1048) maria sa fille Hélie au duc de Bourgogne Robert Ier. Le membre le plus célèbre de la famille de Semur fut un autre fils de Dalmace le Grand, Saint Hugues (1024-1109), qui devint abbé de Cluny et joua un rôle important dans l'ensemble de la chrétienté.
Tout au long de son histoire, Semur fut dévastée à de nombreuses reprises : au Xe siècle par les normands, en 1364 par les Anglais, sous le règne de Charles VI lors des conflits entre la maison d'Orléans et celle de Bourgogne, en 1467 la ville est brûlée par les armées de Louis XI, elle est à nouveau saccagée et brûlée le 10 octobre 1576 par les reîtres du prince Casimir.
Sous l'Ancien Régime, Semur appartenait à l'ancien diocèse d'Autun. Semur avait un bailliage particulier (le troisième siège de l'Autunois) et dépendait de la lieutenance générale de l'Autunois.
Au cours de la Révolution française, la commune porta provisoirement le nom de Semur-la-Montagne. Lors de la Révolution, Semur a d'abord été chef-lieu de district (le 6 février 1790) mais celui-ci est transféré à Marcigny le 22 avril 1790. L'ancienne paroisse de Montmegin a été réunie à celle de Semur le 1er novembre 1791.
La commune de Saint-Martin est annexée à celle de Semur par ordonnance royale du 13 novembre 1825. Lors de l'annexion de Saint-Martin-la-Vallée à Semur, Saint-Martin compte 687 habitants et Semur 607. Le maire de Saint-Martin, le baron du Puy (ou Dupuy) de Semur, devient maire de la nouvelle commune.

## Politique et administration
| Période   | Période   | Identité               | Étiquette | Qualité                      |
| --------- | --------- | ---------------------- | --------- | ---------------------------- |
| 1878      | ?         | Hubert, baron de Semur |           |                              |
| 1919      | 1922      | François Joly          |           | cultivateur                  |
| 1922      | 1935      | François Marinier      |           | charron                      |
| 1936      | 1944      | Lucien Laroye          |           | industriel                   |
| 1944      | 1945      | Pierre Alix            |           |                              |
| 1945      | mars 1977 | Claudien Bachelet      |           | cultivateur                  |
| mars 1977 | 1986      | Raymond Bramant        |           | instituteur                  |
| 1986      | juin 1995 | Colette Visseyrias     |           | professeur                   |
| juin 1995 | 2020      | François Baciak        | PS        | Retraité Éducation nationale |
| 2020      | en cours  | François Antarieu      |           | Retraité Expert comptable    |

## Démographie
L'histoire démographique de la commune fait intervenir deux des phases classiques de l'évolution de la population en milieu rural depuis deux siècles.
La première période couvrant la moitié du XIXe siècle a été marquée dans la commune par la croissance de la population qui a caractérisé les localités de la région, dans certains cas d'ailleurs jusque dans le dernier tiers de ce siècle. La réunion opérée en 1825 des deux communes de Semur et de Saint-Martin-la-Vallée aboutissait à établir le nombre d'habitants de la nouvelle commune de Semur-en-Brionnais à 1294. Au cours des 25 années suivantes l'augmentation de la population a été importante  (+ 44 %) chiffre à rapprocher du taux de croissances des communes voisines (Marcigny + 17 % en 80 ans, Ligny-en-Brionnais + 23 % en 40 ans), croissance à mettre en relation avec le maintien d'une forte natalité au sein d'une société paysanne. Le recensement de 1861 fixe à 1 638 h. le pic démographique atteint par la commune.
Commence alors une longue phase de déclin de la population qui s'étale sur un siècle et demi déterminée par l'exode rural affectant une communauté qui ne fournit plus du travail à chacun. Le phénomène est induit par la révolution industrielle qui se déclenche alors et exige une main d'œuvre abondante dans les usines. Les pertes humaines dues à la Première Guerre mondiale et la forte baisse de la natalité au XXe siècle aggravent la tendance et, malgré un bref sursaut au cours de l'entre-deux-guerres, la commune se vide progressivement de ses habitants. Il ne restait que 622 personnes à Semur en 2008.
À cette histoire démographique de la commune fait défaut une des périodes « classiques », la plus récente, qui caractérise depuis souvent deux décennies beaucoup de localités rurales de la région, période de renouveau démographique spectaculaire dans certains cas qui ne s'est pas manifestée à Semur suivant un modèle qui est d'ailleurs davantage celui des petites villes de la région plutôt que celui des villages. En 2017, le solde humain s'établit à 623 personnes.
La commune est trop proche de Marcigny pour subir de la part d'autres localités des environs une influence égale à la sienne. Par l'ensemble des services qu'on y trouve touchant au commerce, aux professions libérales, à la santé, à l'enseignement, Marcigny exerce nécessairement sur la population de Semur une attraction exclusive.
En ce qui concerne l'attraction que peut exercer sur le Brionnais et notamment sur Semur une ville moyenne (concept se référant à une agglomération de plus de 20 000 habitants), c'est hors du département et de la région qu'il faut chercher : 35 km seulement séparent Semur de Roanne, centre d'une aire urbaine de plus de 100 000 h. dimension et proximité qui lui permettent d'exercer sur ce terroir une authentique influence qui se fait sentir dans l'ensemble des domaines de la vie sociale ; on est cependant ici en limite de sa zone de rayonnement. La petite ville de Paray-le-Monial bénéficie de sa relative proximité et l'attraction de ses commerces et de son hôpital n'est pas négligeable. En revanche, Charolles, chef-lieu de l'arrondissement dont fait partie Semur, est une trop petite localité pour exercer une influence hors de son rôle administratif. Mâcon beaucoup plus éloigné que Roanne (75 km) quoique chef-lieu du département auquel appartient Semur ne peut empiéter sur la zone d'attraction de la sous-préfecture ligérienne.
Enfin, le rôle de la métropole régionale rhônalpine, Lyon, qui ne se trouve qu'à 103 km de la commune est notable dans les habitudes sociales des Semurois éclipsant celui de Dijon trop éloigné — 167 km — de ce coin périphérique de l'espace bourguignon.
L'évolution du nombre d'habitants est connue à travers les recensements de la population effectués dans la commune depuis 1793. Pour les communes de moins de 10 000 habitants, une enquête de recensement portant sur toute la population est réalisée tous les cinq ans, les populations de référence des années intermédiaires étant quant à elles estimées par interpolation ou extrapolation. Pour la commune, le premier recensement exhaustif entrant dans le cadre du nouveau dispositif a été réalisé en 2008.

En 2022, la commune comptait 608 habitants, en évolution de −4,85 % par rapport à 2016 (Saône-et-Loire : −1,06 %, France hors Mayotte : +2,11 %).
| 1793 | 1800 | 1806 | 1821 | 1831  | 1836  | 1841  | 1846  | 1851  |
| ---- | ---- | ---- | ---- | ----- | ----- | ----- | ----- | ----- |
| 714  | 598  | 617  | 640  | 1 386 | 1 507 | 1 615 | 1 464 | 1 544 |

| 1856  | 1861  | 1866  | 1872  | 1876  | 1881  | 1886  | 1891  | 1896  |
| ----- | ----- | ----- | ----- | ----- | ----- | ----- | ----- | ----- |
| 1 619 | 1 638 | 1 625 | 1 508 | 1 495 | 1 457 | 1 439 | 1 374 | 1 298 |

| 1901  | 1906  | 1911 | 1921  | 1926  | 1931  | 1936  | 1946 | 1954 |
| ----- | ----- | ---- | ----- | ----- | ----- | ----- | ---- | ---- |
| 1 207 | 1 153 | 966  | 1 093 | 1 104 | 1 067 | 1 062 | 835  | 847  |

| 1962 | 1968 | 1975 | 1982 | 1990 | 1999 | 2006 | 2008 | 2013 |
| ---- | ---- | ---- | ---- | ---- | ---- | ---- | ---- | ---- |
| 705  | 710  | 689  | 687  | 636  | 724  | 645  | 622  | 653  |

| 2018 | 2022 | - | - | - | - | - | - | - |
| ---- | ---- | - | - | - | - | - | - | - |
| 607  | 608  | - | - | - | - | - | - | - |

### Population par grandes tranches d'âges en 2011 et en 2016
De 2011 à 2016 la population de la commune a augmenté de 15 personnes soit 2,4 %, passant de 624 habitants à 639. L'évolution est marquée par la forte augmentation de la classes d'âge de 60 à 74 ans : + 27,7 %.
| tranches d'âge | 2016 | %    | 2011 | %    |
| -------------- | ---- | ---- | ---- | ---- |
| Ensemble       | 639  | 100  | 624  | 100  |
| De 0 à 14 ans  | 71   | 11,1 | 68   | 10,9 |
| de 15 à 29 ans | 52   | 8,1  | 90   | 14,4 |
| de 30 à 44 ans | 70   | 10,9 | 69   | 11,0 |
| de 45 à 59 ans | 128  | 20,0 | 125  | 20,0 |
| de 60 à 74 ans | 161  | 25,1 | 126  | 20,1 |
| 75 ans et +    | 158  | 24,7 | 147  | 23,6 |

## Culture locale et patrimoine

### Lieux et monuments
De nombreux lieux ou monuments témoignent de l'importance de Semur, notamment :

#### Les restes duchâteau Saint-HuguesduXesiècle[23]
Le château est un des châteaux remarquables de Saône-et-Loire classé monument historique. Le château comprend une tour rectangulaire, construite en premier. Elle mesure vingt-deux mètres et comporte trois étages. L'étage bas, du Xe siècle, n'a pas de fenêtre. Le deuxième étage a été modifié en XIVe siècle, une fenêtre a été ouverte, une cheminée a été créée. Le troisième étage, réservé aux enfants et aux soldats, date des XIe et XIIe siècles. Deux tours circulaires, du XIIe siècle, protègent l'ancienne porte principale. En 1788, elles sont converties en prison.

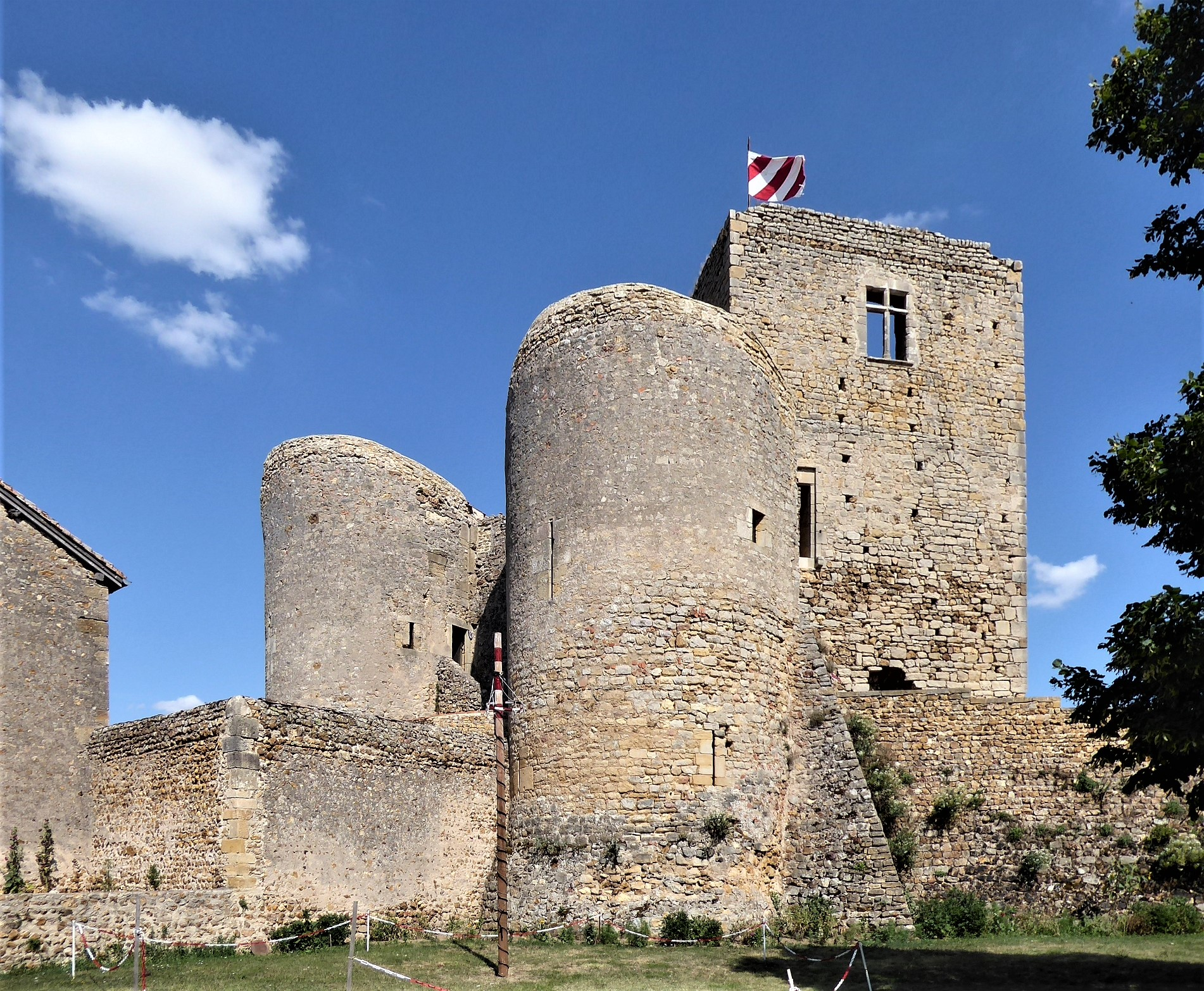
Vue générale du château Saint-Hugues.
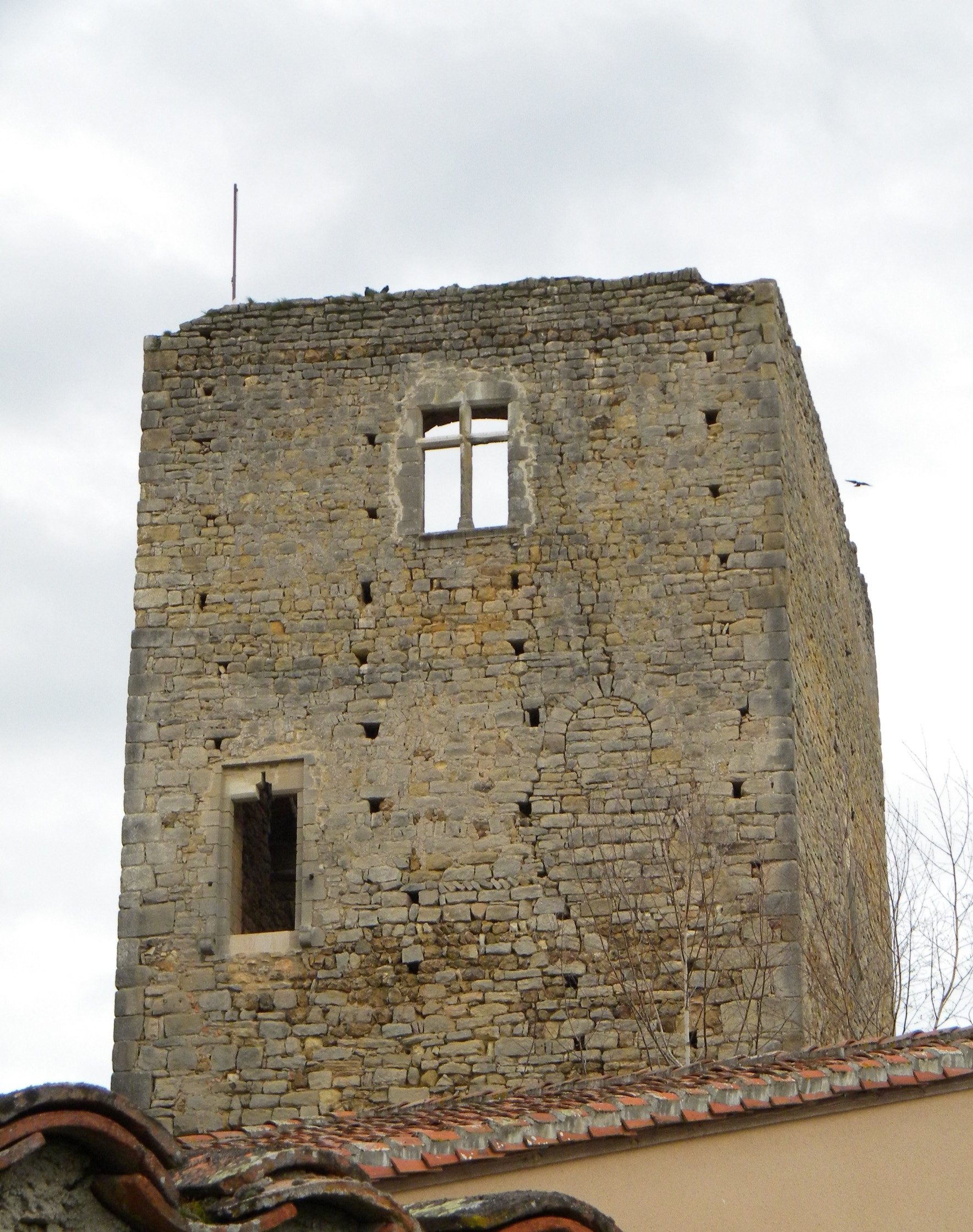
La grande tour du château Saint-Hugues.

#### Lacollégiale Saint-Hilaire de Semur-en-Brionnais
La collégiale du XIIe siècle est (l'une des plus tardives du Brionnais), d'influence clunisienne. Elle est classée monument historique. Elle devint église paroissiale, se substituant à l'église de Saint-Martin-la-Vallée, en 1274 lorsque, par accord entre le seigneur de Semur-en-Brionnais, Jean de Châteauvilain et Girard, évêque d'Autun, est créé un chapitre de treize chanoines. L'église est remarquable pour l'extérieur par son chevet, son clocher octogonal, ses trois portails  ; le tympan du portail principal représente le Christ en gloire entouré de deux anges. L'intérieur comporte une nef triplement étagée, comportant quatre travées et deux bas-côtés, un transept, deux absidioles latérales. Au-dessus du portail est une belle tribune en encorbellement.

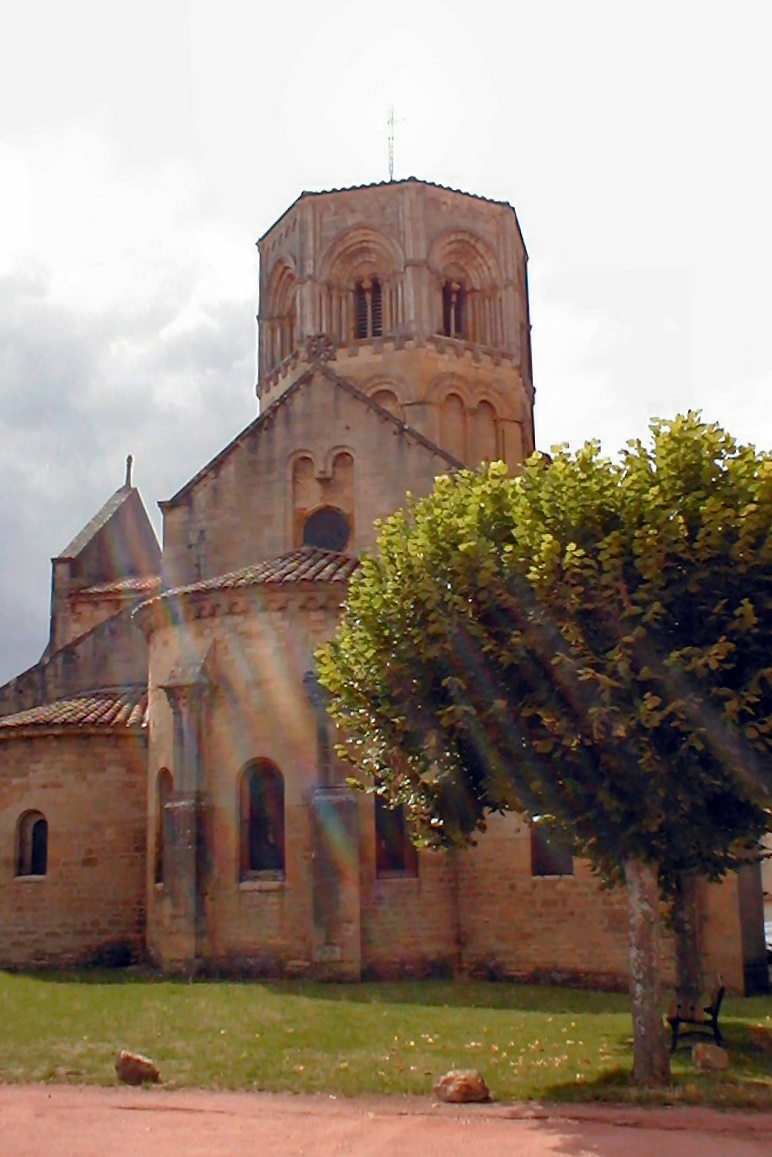
L'église romane.
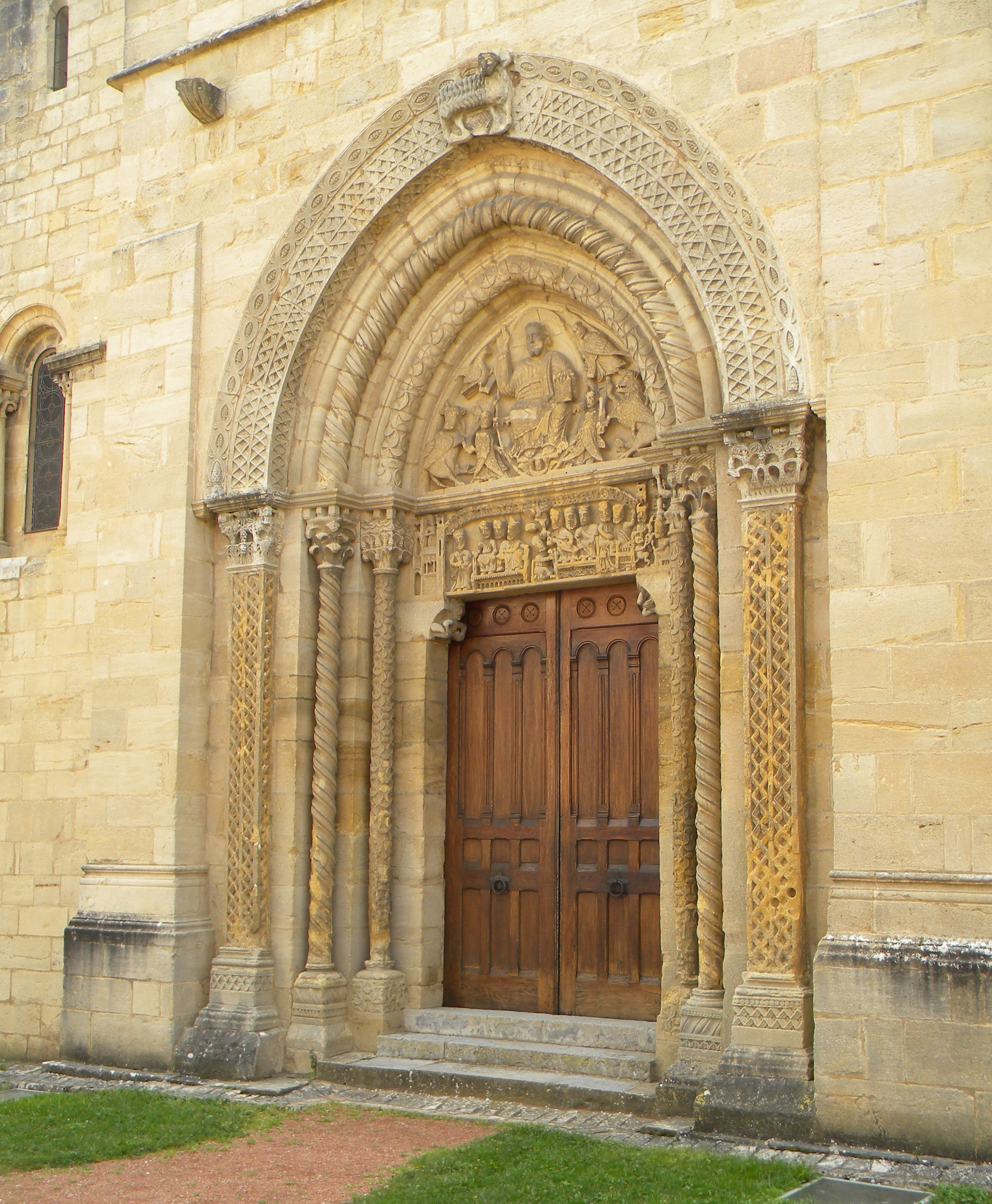
Vue du portail.
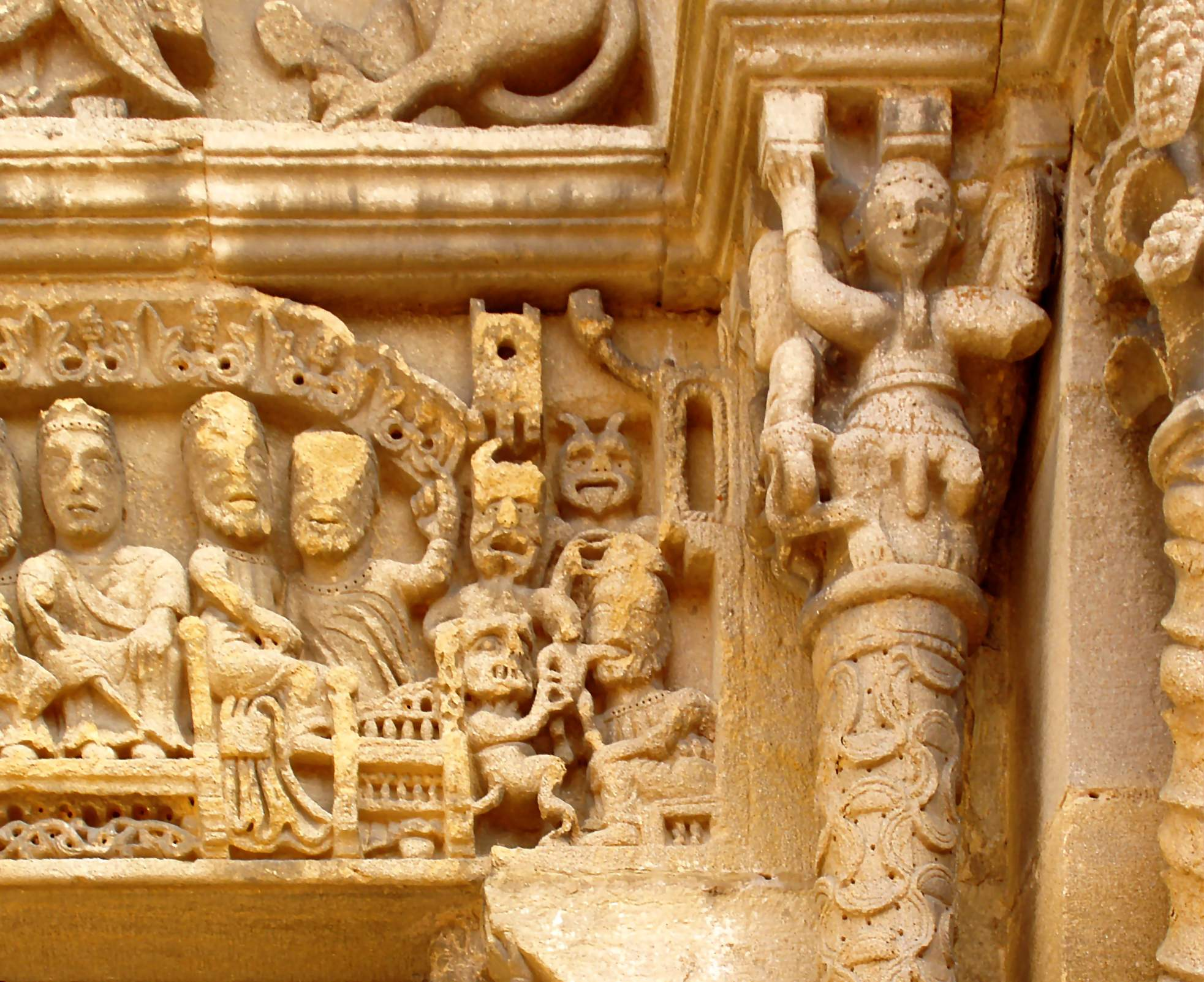
Détail du portail.
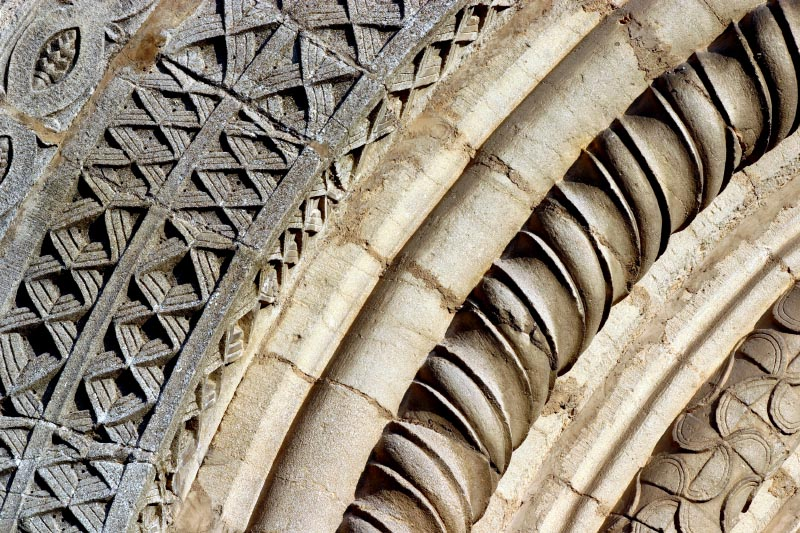
Archivolte du portail ouest.

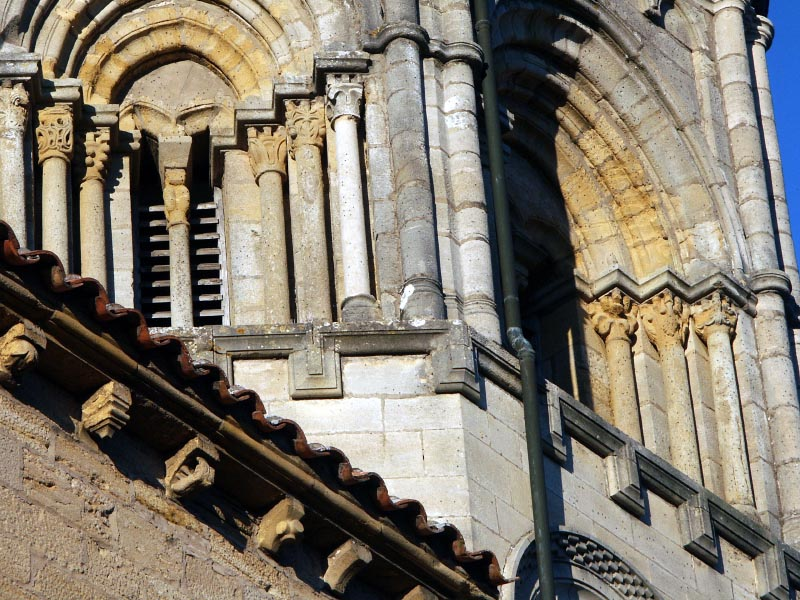
Clocher.
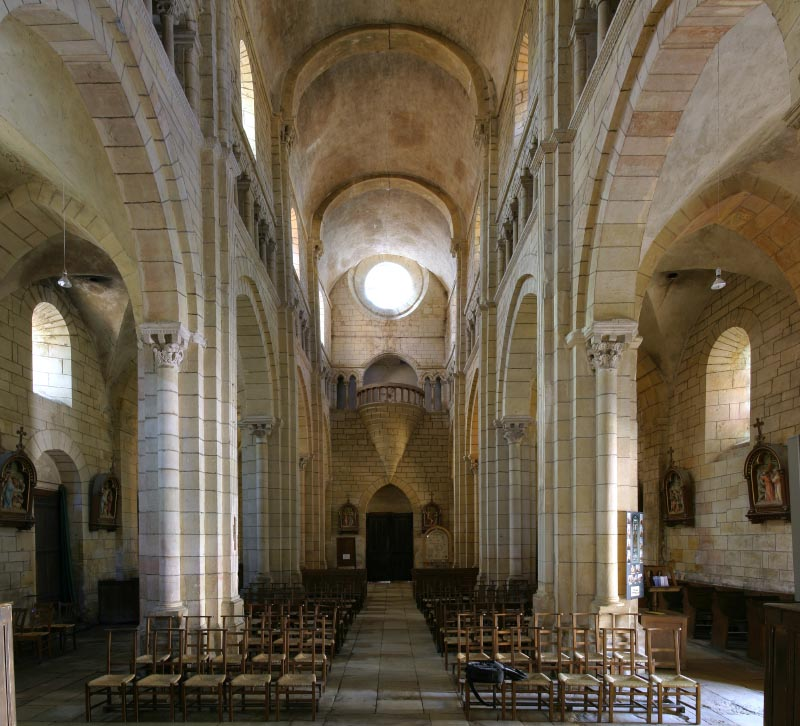
Nef vue de la croisée du transept.
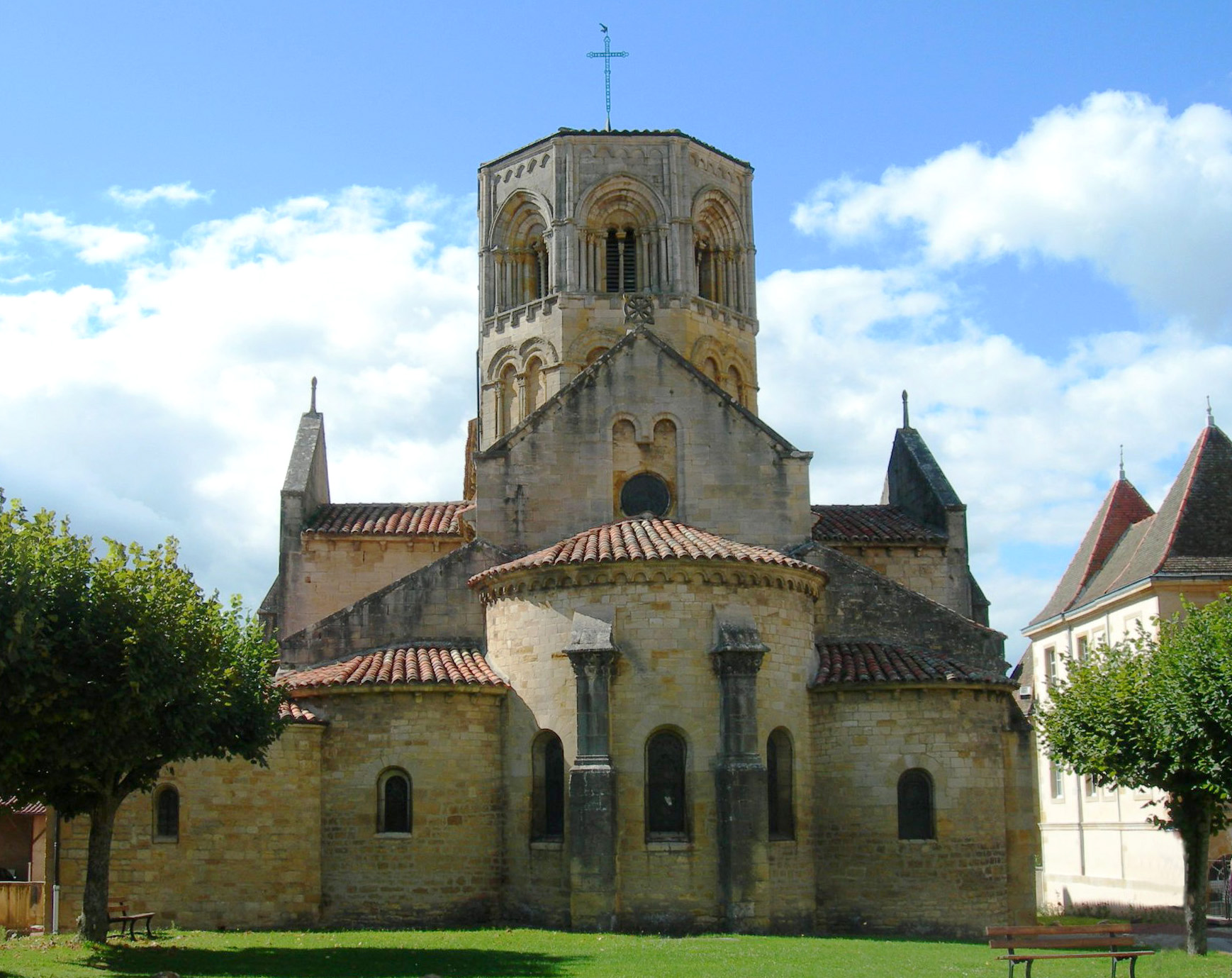
Chevet.

#### Lachapelle de Saint-Martin-la-Vallée

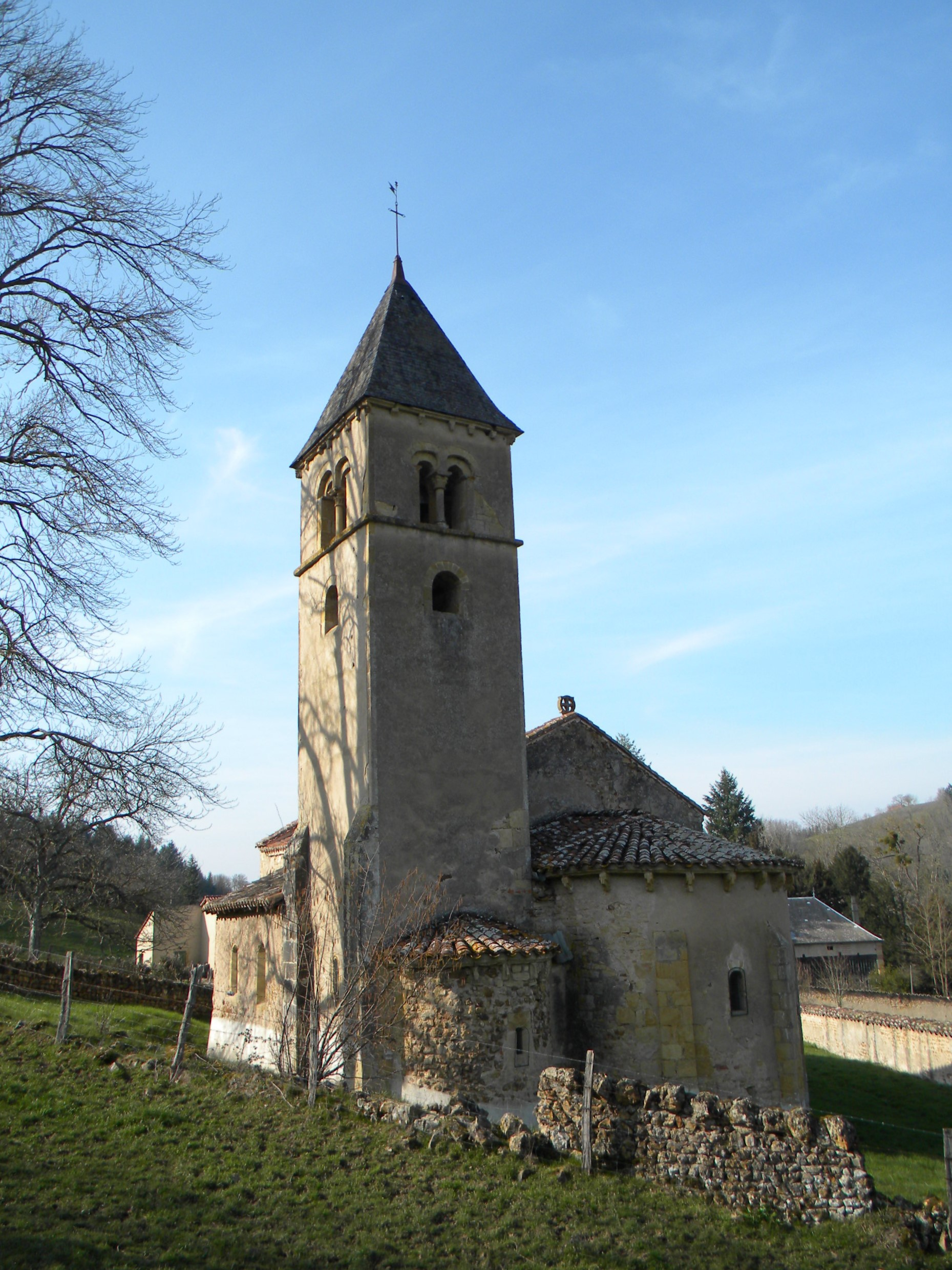
Vue du chevet de la chapelle de Saint-Martin-la-Vallée.
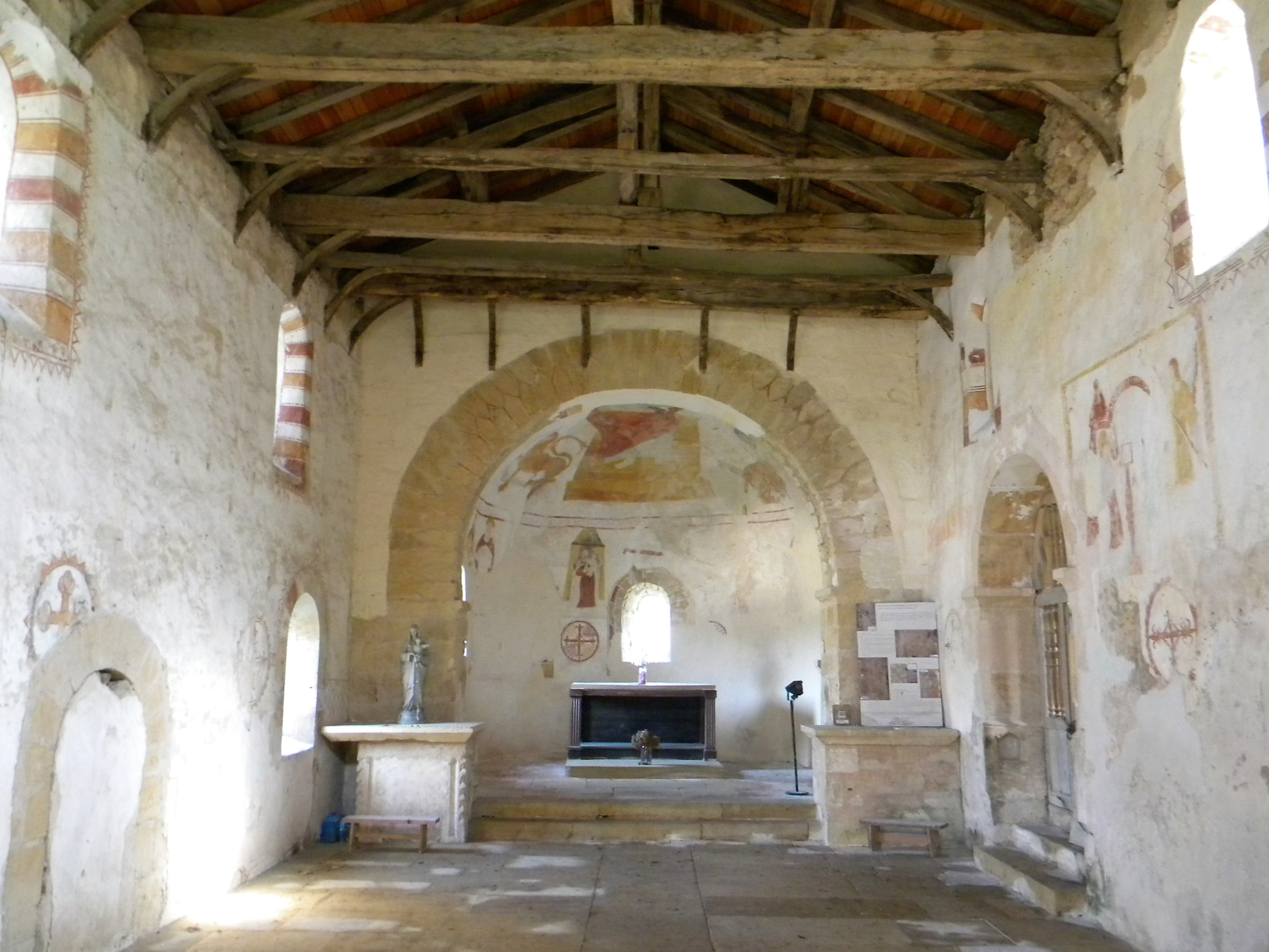
Abside romane, fresques XVe siècle.

#### L'hôtel de ville (ancien auditoire de justice)
L'hôtel de ville actuel a été construit en 1788. Il est classé monument historique. La construction était destinée à la fonction d'auditoire de justice, en remplacement d'un auditoire de justice antérieur, détruit compte tenu de son état. Dès 1793, l'hôtel de ville trouva sa place dans le bâtiment. 

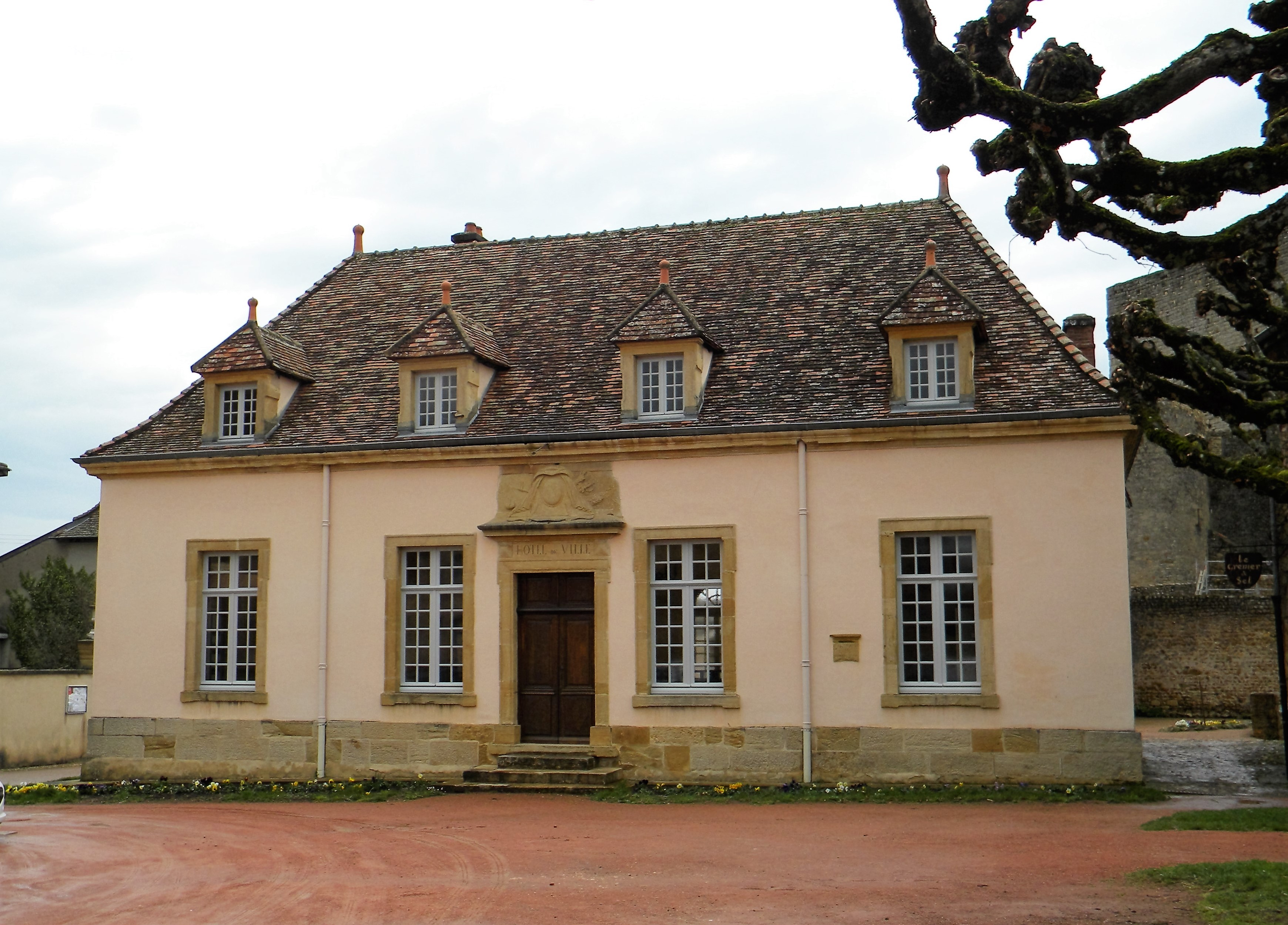
Hôtel de ville auditoire de justice la salle principale.

#### Le chapitre
La maison du chapitre est située dans l'immédiate proximité de l'église. Si la création du chapitre date de 1274, la maison du chapitre est de 1628. Au départ, le chapitre était composé de treize chanoines. Il est créé par accord entre Girard de Beauvoir, évêque d'Autun et Jean, seigneur de Châteauvilain, Luzy et Semur-en-Brionnais. Il bénéficie alors de revenus qui lui sont attribués. Le chapitre est supprimé par décret du 30 décembre 1775 de Mgr Marbœuf, évêque d'Autun. Par un escalier en pierre, on accède à la salle principale. Elle permet de découvrir par une fenêtre la chapelle de Saint-Martin-la-Vallée. La pièce comprend une cheminée du XVIe siècle.

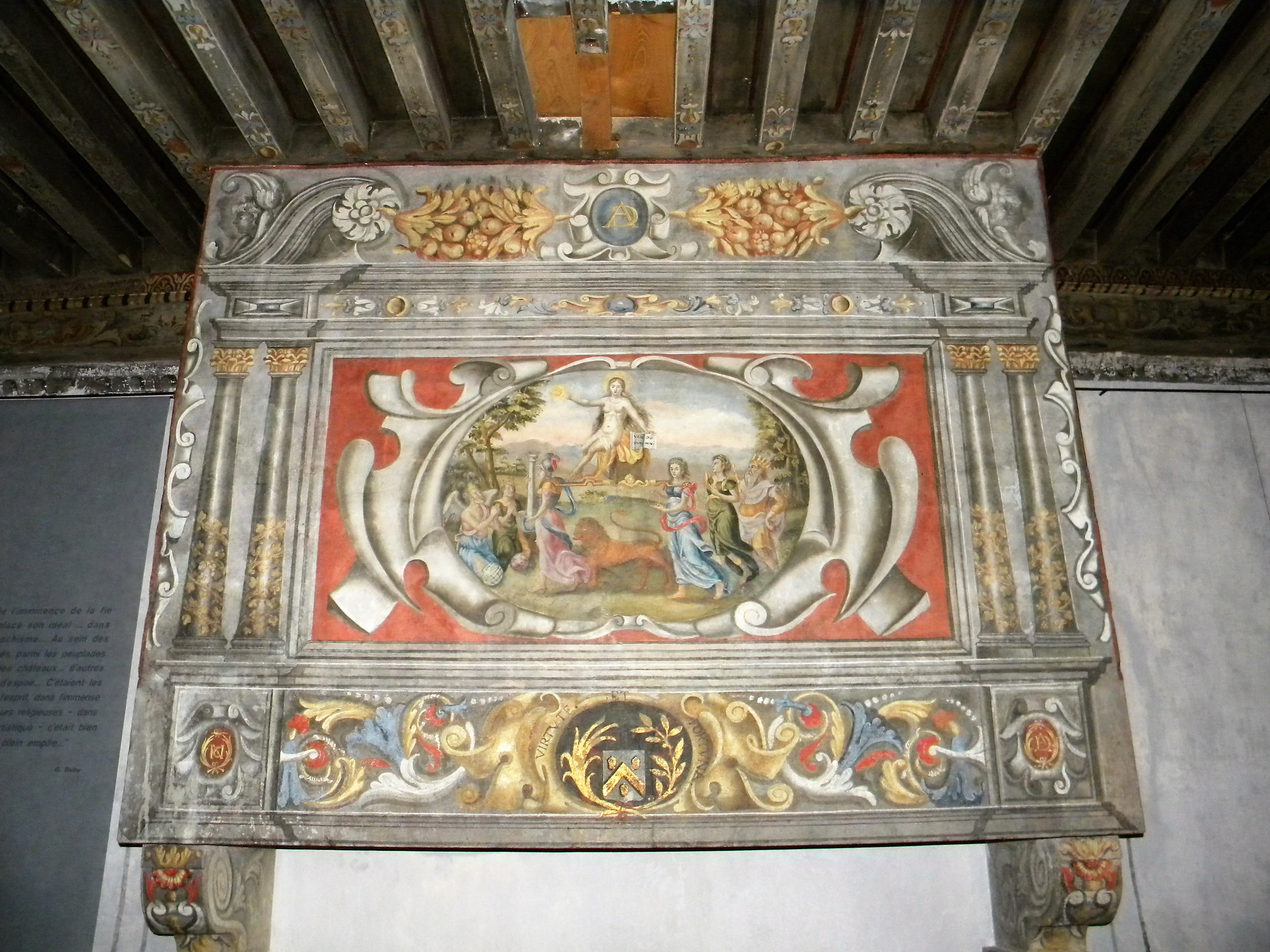
Peinture de la cheminée de la salle capitulaire.
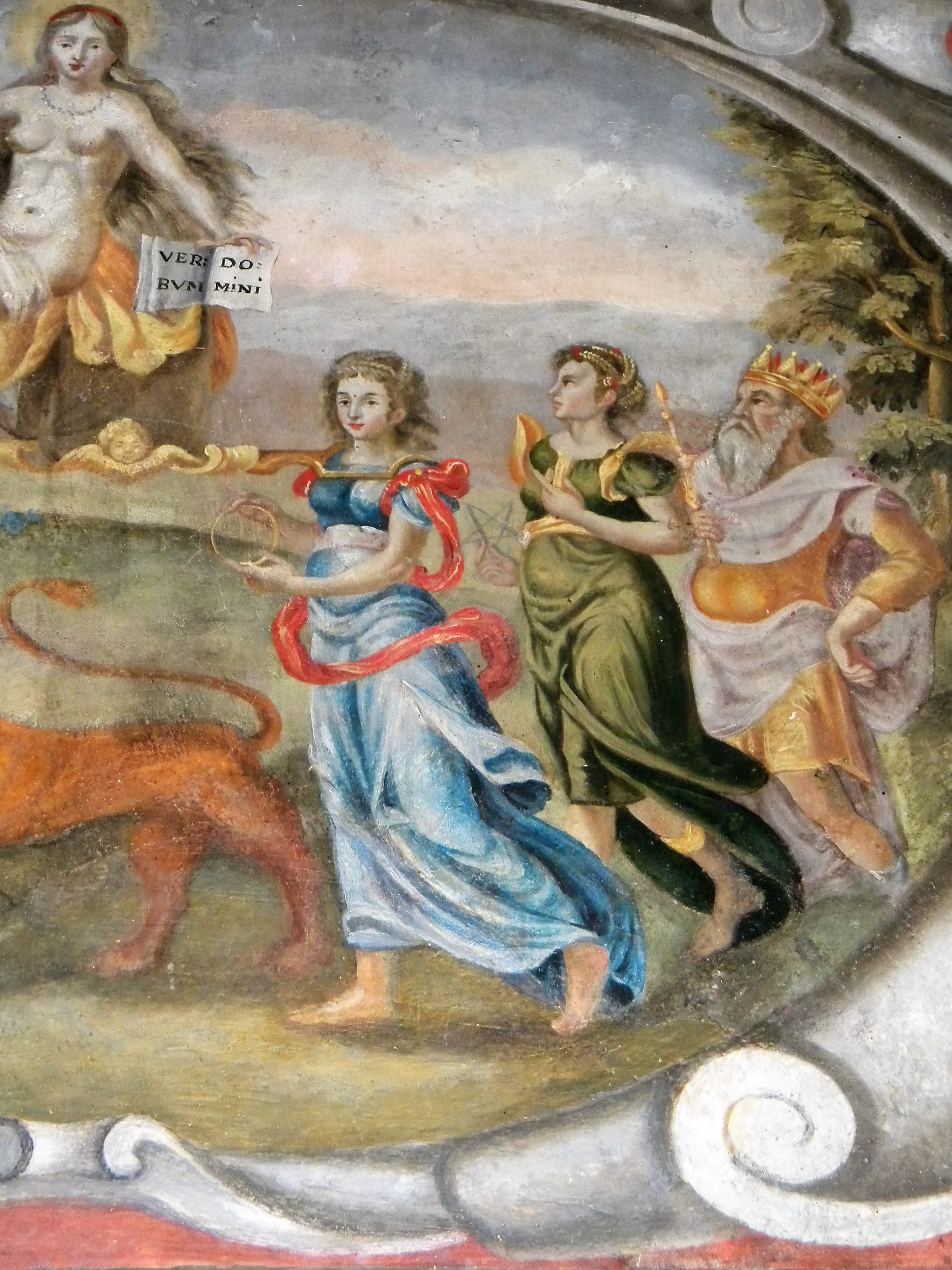
Détail de la peinture de la salle capitulaire.

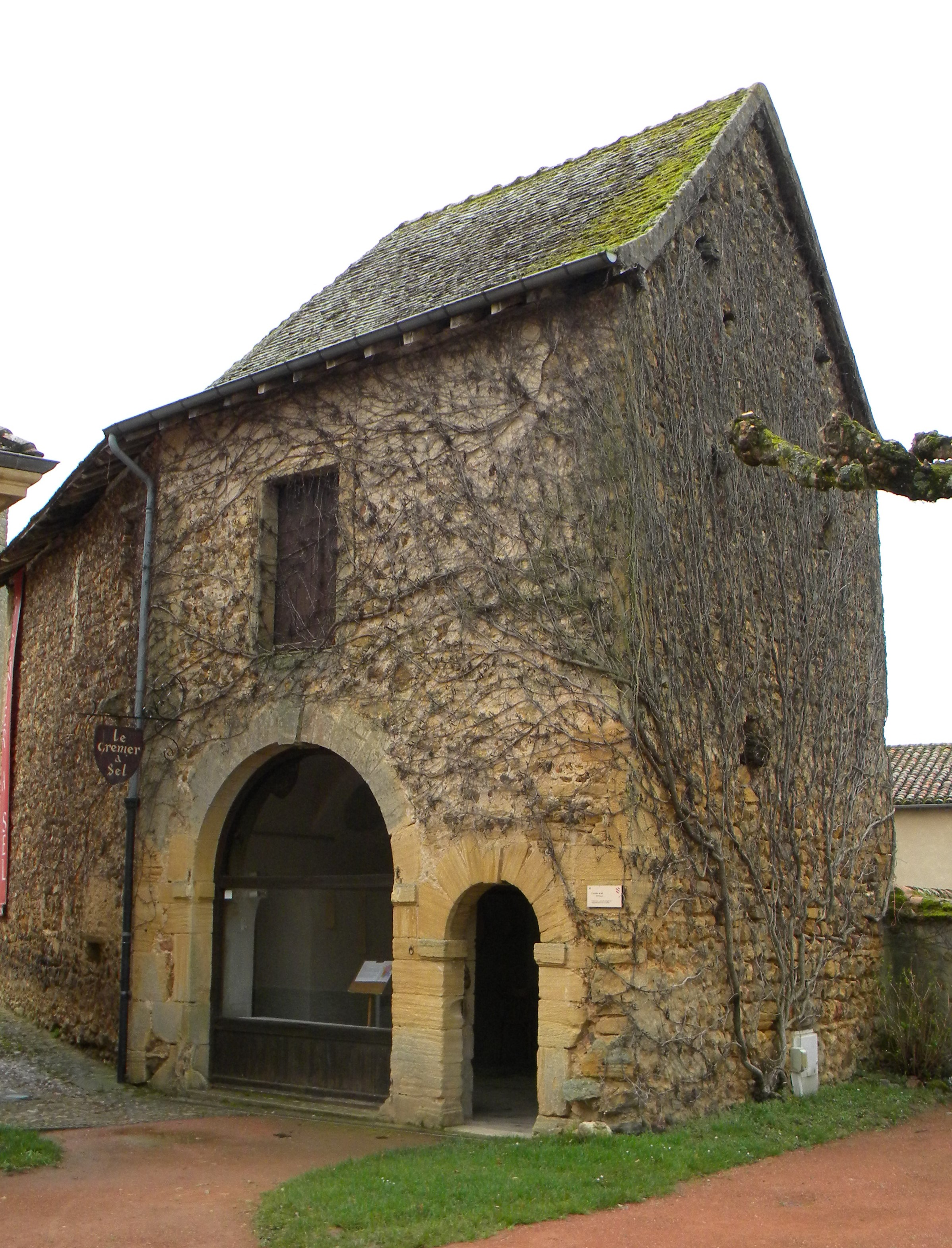
Le grenier à sel, extérieur.

#### Legrenier à sel
Le grenier à sel est un lieu d'approvisionnement en sel et de paiement de la gabelle. Cet impôt sur le sel fut créé en 1355, les États généraux autorisant le roi Jean le Bon à la mettre en œuvre pour financer la guerre contre les Anglais. L'application au duché de Bourgogne ne fut possible qu'en 1368, au profit du duc de Bourgogne. Dans le ressort du Parlement de Bourgogne, il y a trente-deux greniers à sel, quinze sont de la direction de Dijon, seize de la direction de Chalon-sur-Saône et un de la direction de Langres. » Le grenier à sel de Semur-en-Brionnais dépend de la direction de Dijon.

#### Le prieuré Saint-Hugues
Du XVIIIe siècle, il abrite la maison-mère et le noviciat des Sœurs apostoliques de la Communauté Saint-Jean  ; Cette importante construction comprend une chapelle, un cloître, et plusieurs bâtiments, dont l'hôtel de Précy. C'est une construction qui date de 1830, liée à la création du petit séminaire fondé en 1822. Le petit séminaire : au XIXe siècle, il existe à Autun un petit séminaire qui s'avère trop petit pour accueillir tous les élèves, après l'annexion au diocèse d'Autun des diocèses de Mâcon et de Chalon. Trois villes sont candidates pour accueillir un nouveau petit séminaire : Paray-le-Monial, Marcigny et Semur-en-Brionnais. C'est Semur qui est choisi, grâce à l'engagement du curé de Semur, M. Bonnardel  ; l'implantation a lieu en 1822. Le curé Bonnardel était né à Marcigny le 13 août 1764. Lors de la Révolution française, il refusa de prêter serment et dut se cacher dans le pays ; puis, découvert, il émigra. Après la Révolution, en 1802, il revint, curé de Semur, il le reste jusqu'à sa mort le 28 novembre 1836. La création du séminaire fut décidée par M. de Vichy, évêque d'Autun. Le petit séminaire fonctionna jusqu'à ce que la loi de 1905, dite loi de séparation des Églises et de l'État, conduise à sa fermeture. Le conseil général souhaite alors affecter les locaux à la création d'un asile de vieillards, les établissements existant dans le département de Saône-et-Loire étant d'une capacité insuffisante. Le nouvel asile fonctionne dès la fin de 1911. Au 31 décembre 1938, 333 pensionnaires sont accueillis. Mais l'établissement ferme durant la guerre. Les bâtiments retrouvent alors leur affectation de petit séminaire. Mais en 1968 est décidée sa fermeture définitive. Les locaux accueillent alors diverses activités jusqu'en 1992. Cette année-là, le prieuré devient celui de la « Congrégation des Sœurs Apostoliques de Saint-Jean », créée en 1984.

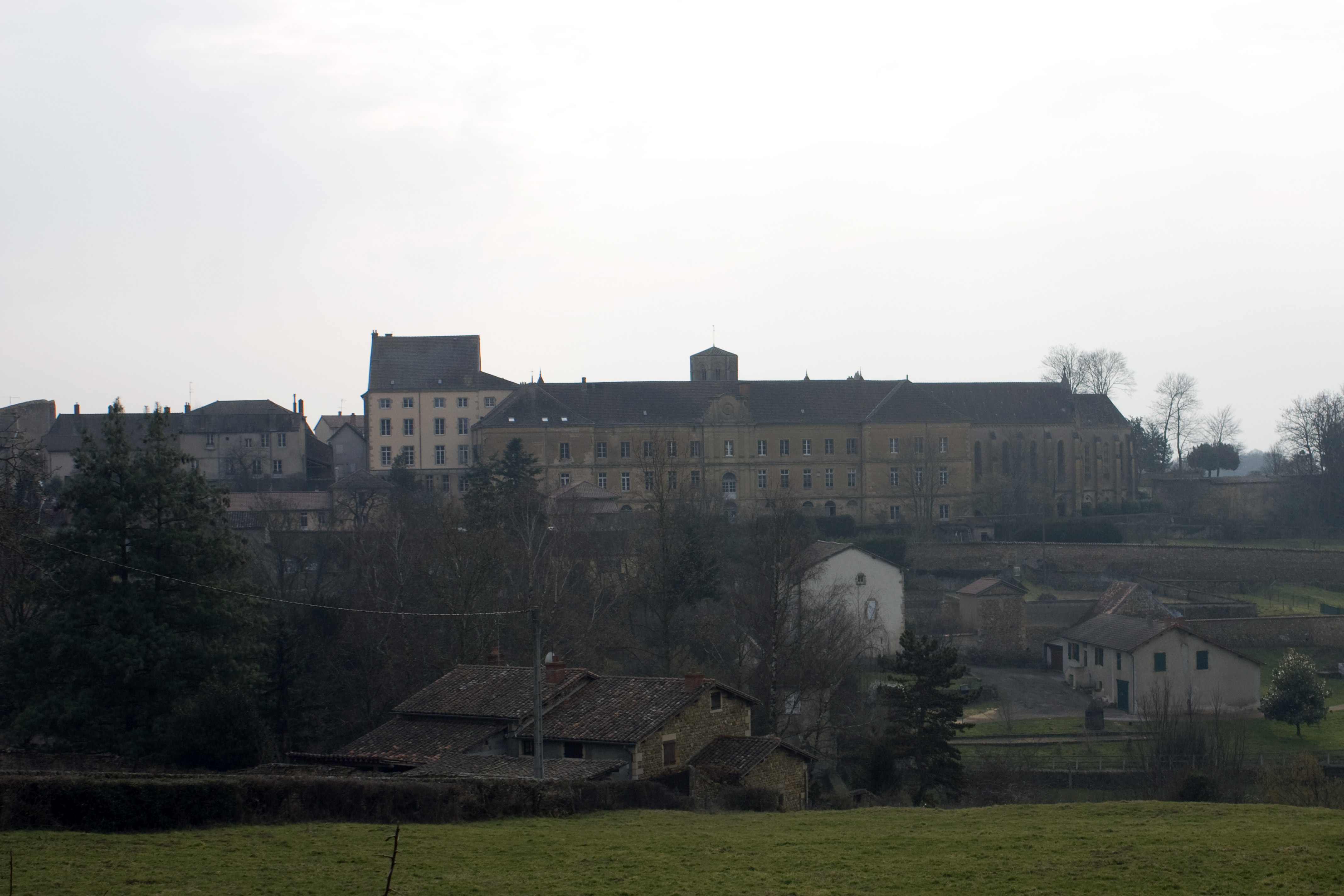
Vue du prieuré Saint-Hugues (XVIIIe siècle), contre la collégiale Saint-Hilaire.
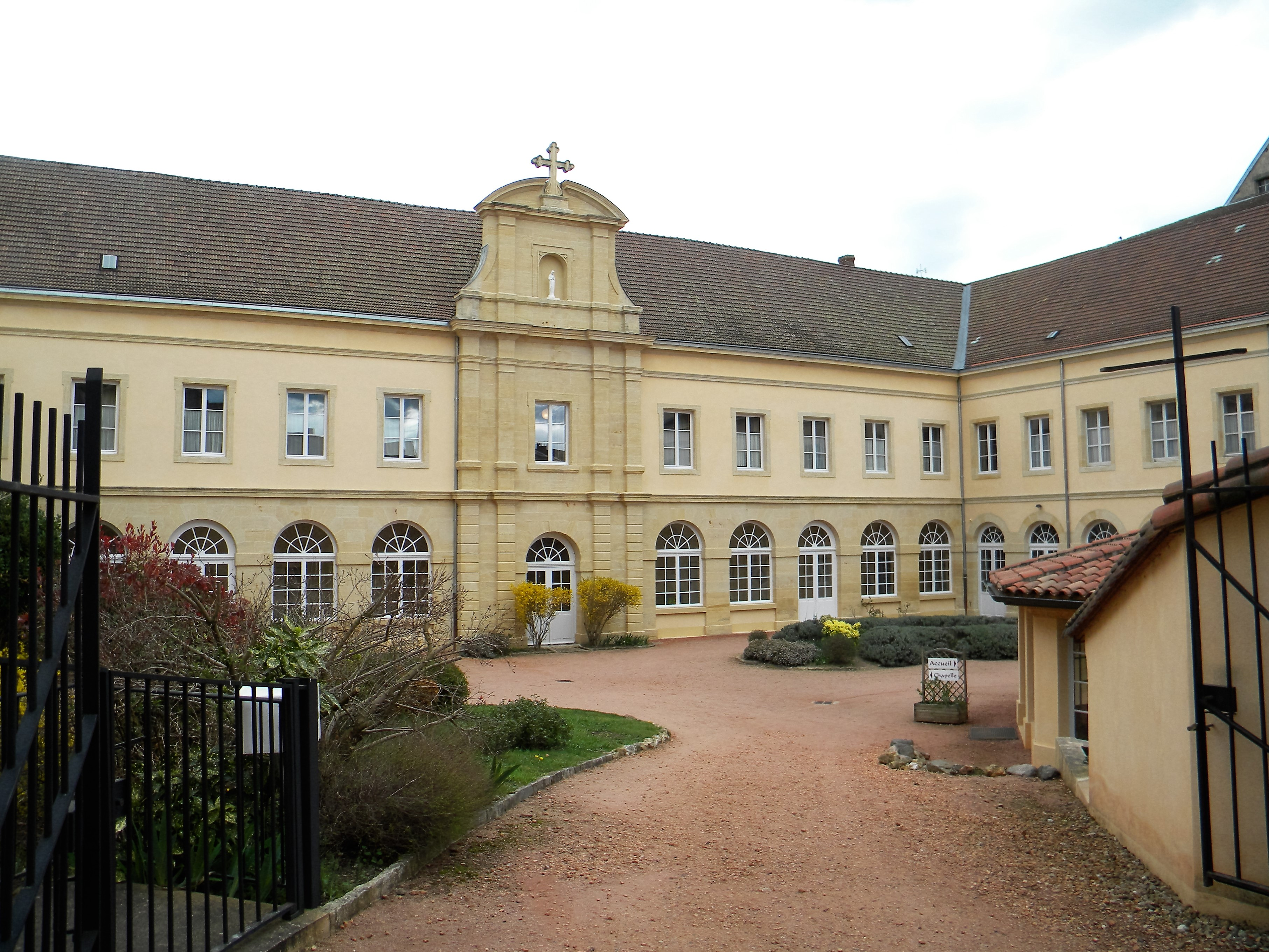
Entrée du prieuré Saint-Hugues.
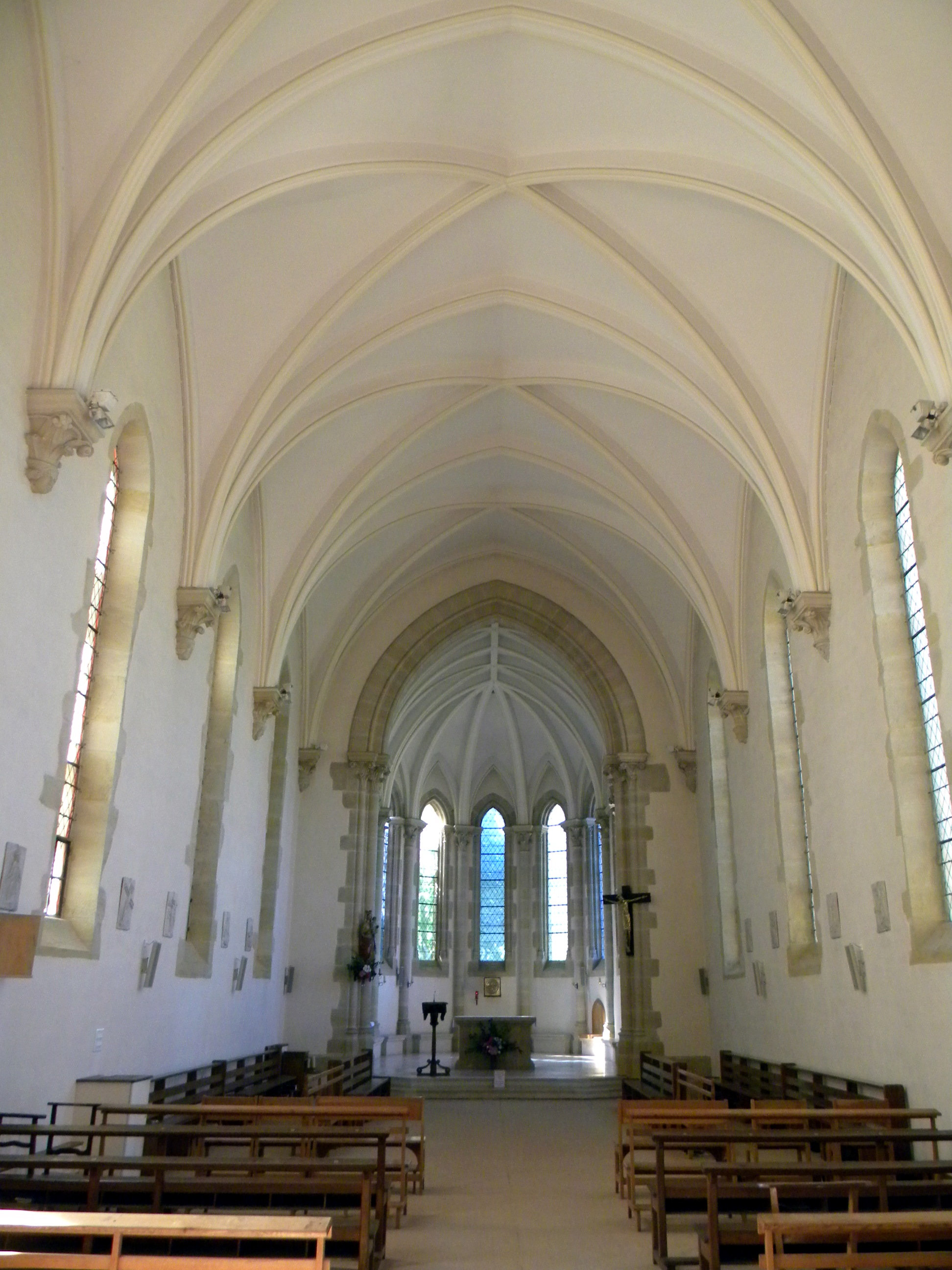
Vue intérieure de la chapelle du prieuré Saint-Hugues.

#### Autres richesses patrimoniales

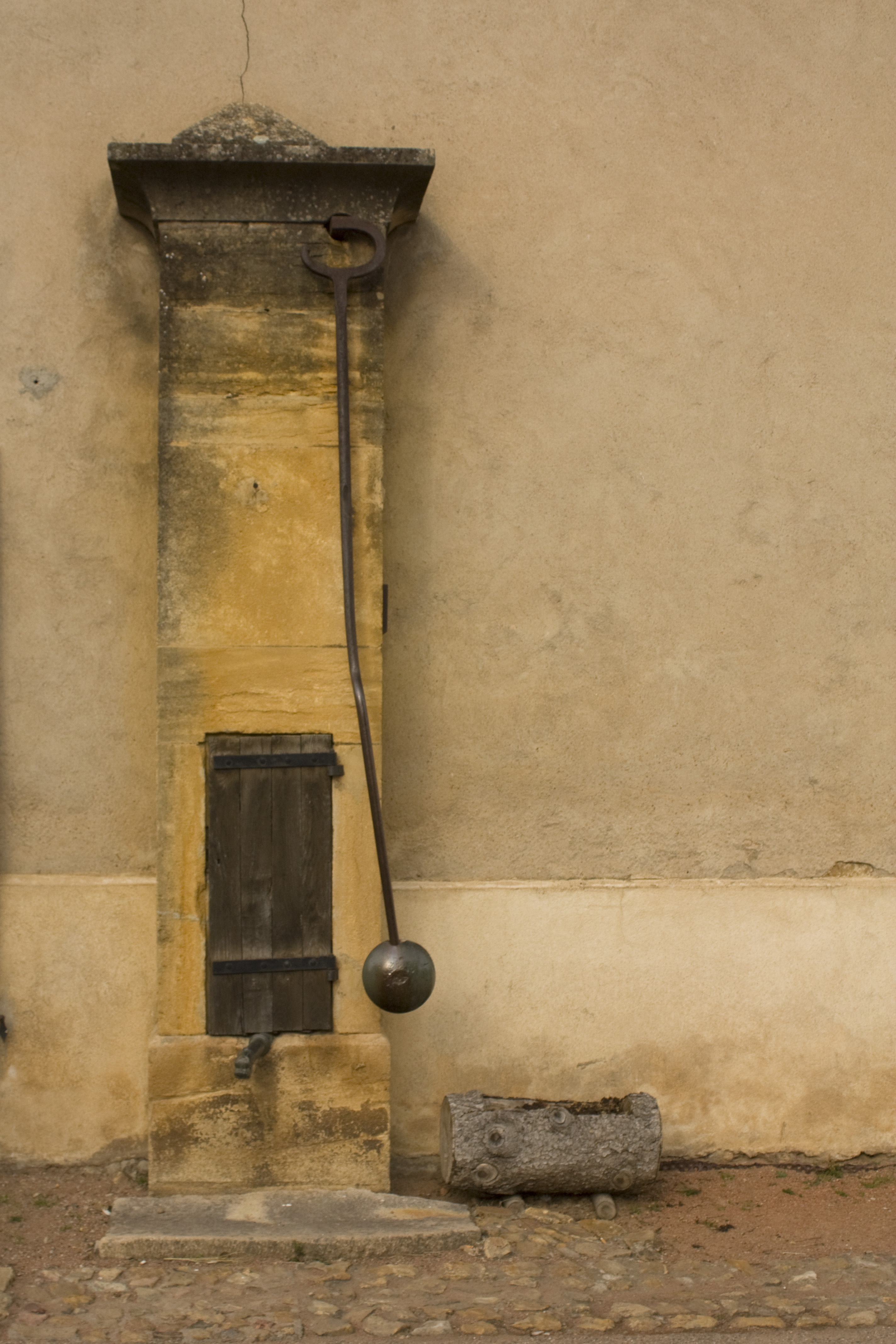
Pompe à balancier du XIXe siècle, un des dix puits alimentant la place en eau potable.
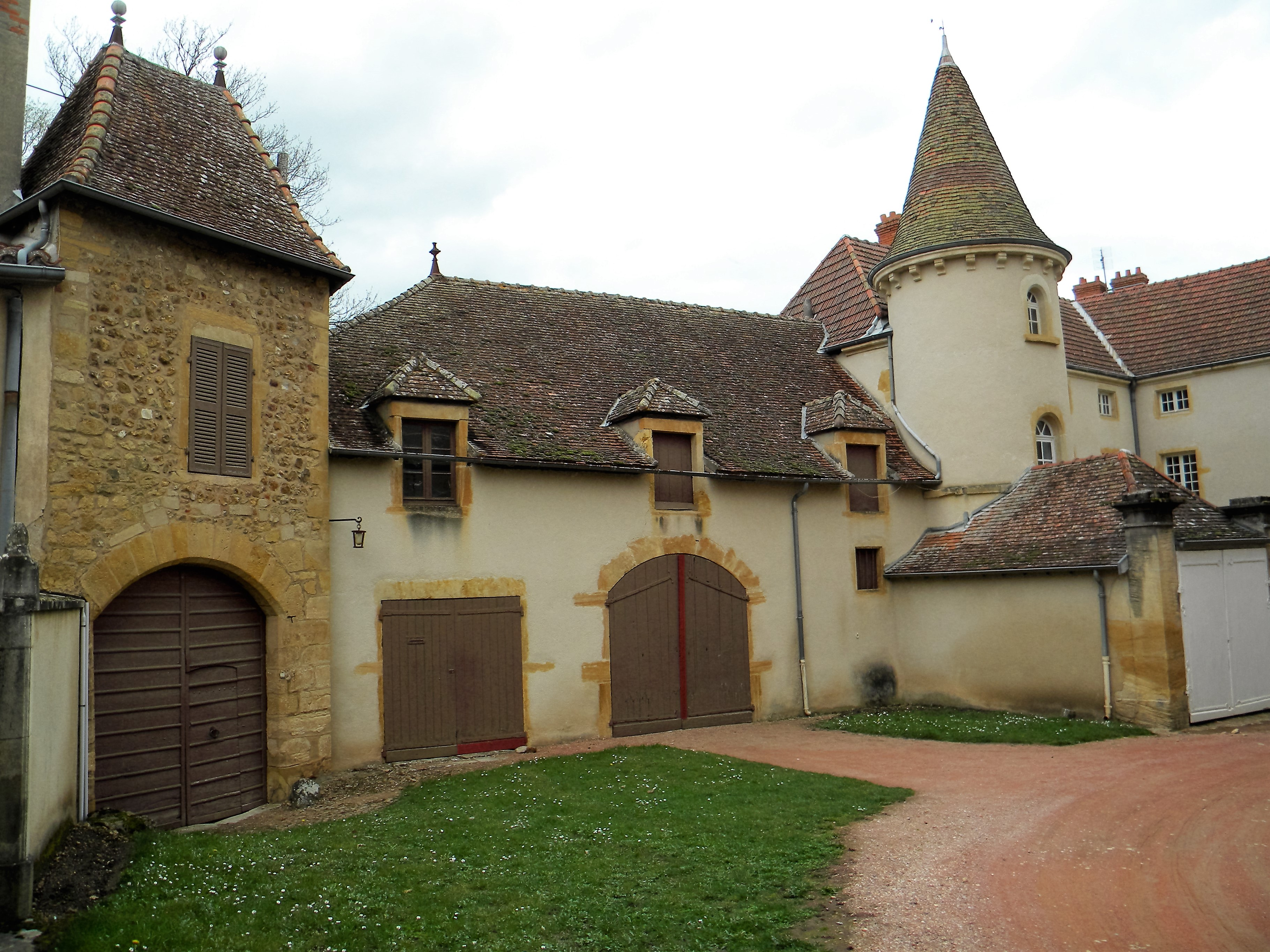
Maison Beurrier XVIe s., demeure de notable représentant le roi au bailliage.
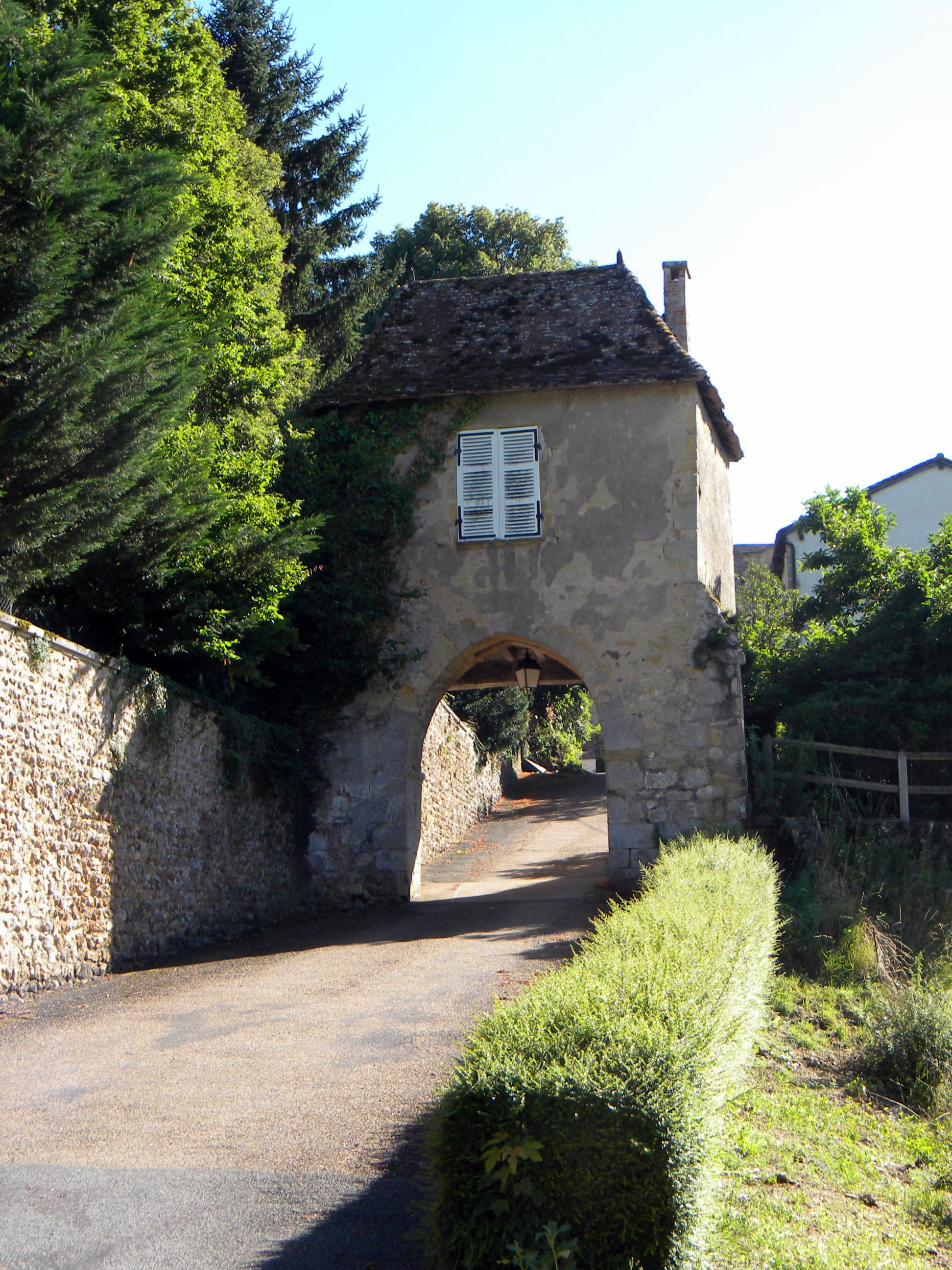
Une des portes d'entrée de la ville, la porte aux Veaux.
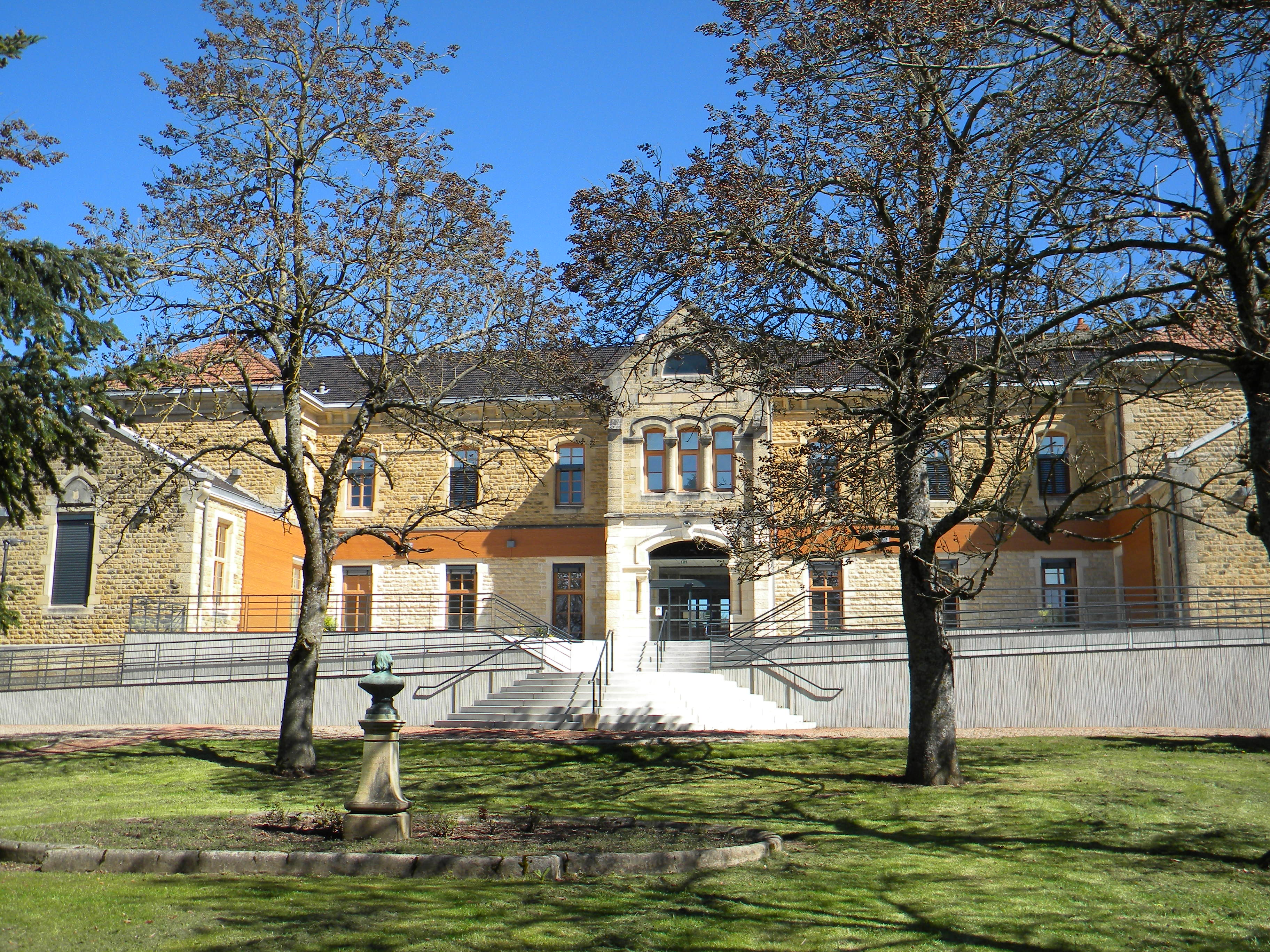
Asile Bouthier-de-Rochefort, devenu EHPAD.
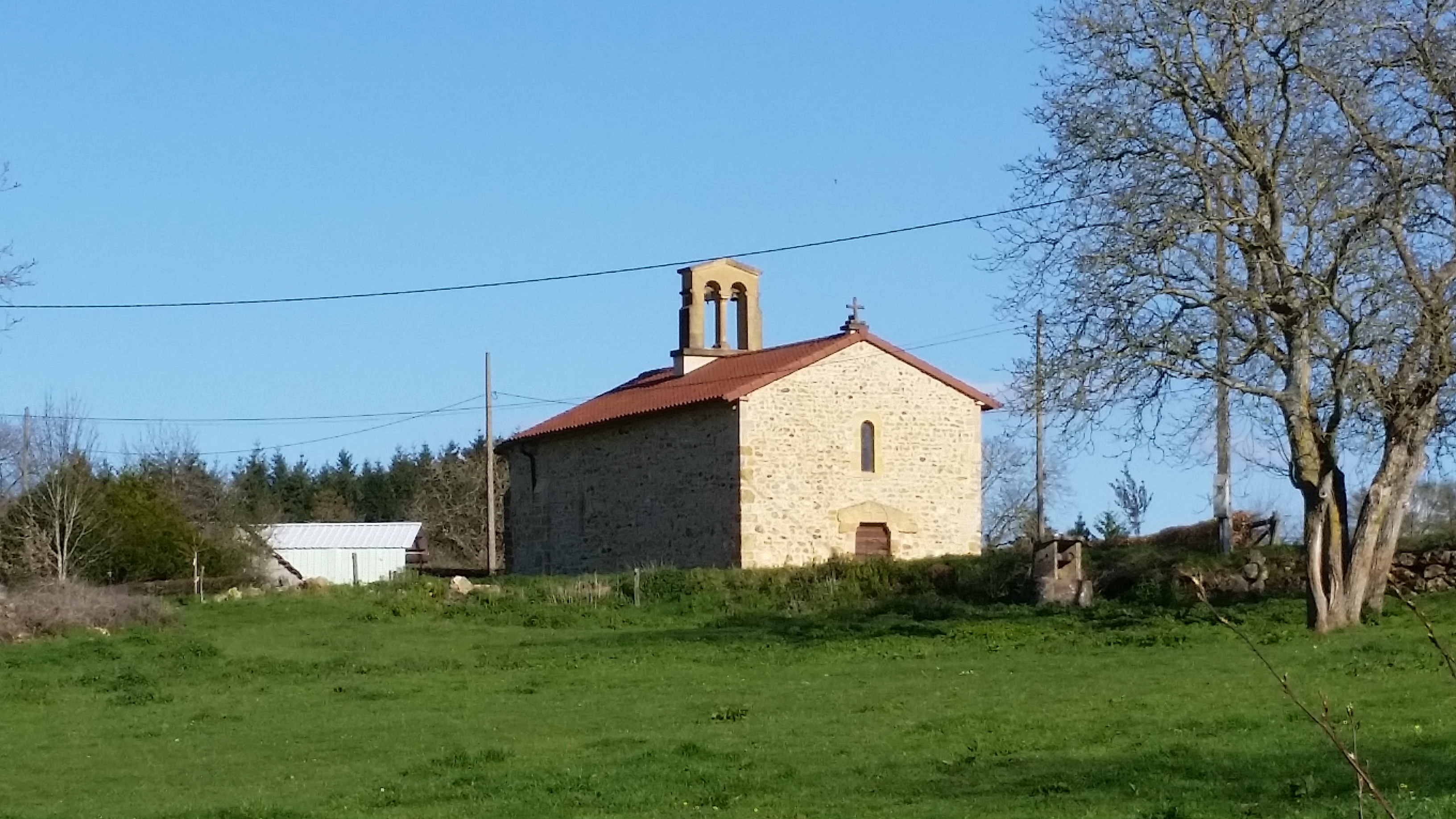
Chapelle restaurée de Montmegin, hameau de Semur-en-Brionnais.

### Personnalités liées à la commune
- Saint Hugues (1024-1109) : natif de Semur-en-Brionnais, sixième abbé de Cluny.
- Jean-Baptiste Augustin Bouthier de Rochefort (1814-1891), député républicain modéré (1876-1891), précurseur des GAEC (groupements d'agriculteurs). Il légua sa fortune à la commune et créa une maison de retraite pour les salariés et les métayers du monde agricole.
- Albert Roux, membre de l'Ordre de l'Empire britannique, né le 8 octobre 1935 à Semur-en-Brionnais. Promoteur de la gastronomie moderne au Royaume-Uni.
- Louis François Perrin de Précy (1742-1820), général français né à Anzy-le-Duc, a résidé à Semur-en-Brionnais (hôtel de Précy) ainsi qu'à Marcigny. Il a commandé les Lyonnais lors du siège de Lyon par l'armée de la Convention.

### Héraldique
| Armes | Les armes de Semur-en-Brionnais se blasonnent ainsi : D'argent à trois bandes de gueules, qui sont celles de la maison de Semur. |

## Pour approfondir